# Liste des églises de l'Hérault
La liste des églises de l'Hérault recense de manière exhaustive les églises situées dans le département français de l'Hérault. Il est fait état des diverses protections dont elles peuvent bénéficier, et notamment les inscriptions et classements au titre des monuments historiques.
Toutes sont situées dans le diocèse de Montpellier.

## Statistiques

### Nombres
Le département de l'Hérault comprend 342 communes au 1er janvier 2020.
Depuis 2018, le diocèse de Montpellier compte 62 paroisses.

## Classement
Le classement ci-après se fait par commune selon l'ordre alphabétique.
Il est fait état des diverses protections dont elles peuvent bénéficier, et notamment les inscriptions et classements au titre des monuments historiques.

## Liste

### Église catholique
La liste suivante recense les églises catholiques de l'Hérault, en incluant les collégiales et les cathédrales. 
| Église | Commune                                  | Adresse                                        | Coordonnées                      | Notice         | Protection | Date        | Illustration |
| --- | ---------------------------------------- | ---------------------------------------------- | -------------------------------- | -------------- | --- | ----------- | --- |
| Église Notre-Dame-de-Pitié d'Abeilhan                                                                               | Abeilhan                                 |                                                | 43° 27′ 00″ nord, 3° 17′ 42″ est |                | |             | Église Notre-Dame-de-Pitié d'Abeilhan                                                                               |
| Église Saint-Adrien d'Adissan                                                                                       | Adissan                                  |                                                | 43° 32′ 06″ nord, 3° 25′ 40″ est | « IA34000671 » | |             | Église Saint-Adrien d'Adissan                                                                                       |
| Église Saint-André d'Agde                                                                                           | Agde                                     |                                                | 43° 18′ 42″ nord, 3° 28′ 12″ est | « PA00103341 » | Classé MH | 1984        | Église Saint-André d'Agde                                                                                           |
| Cathédrale Saint-Étienne d'Agde                                                                                     | Agde                                     |                                                | 43° 18′ 50″ nord, 3° 28′ 09″ est | « PA00103340 » | Classé MH | 1840        | Cathédrale Saint-Étienne d'Agde                                                                                     |
| Église Notre-Dame-du-Grau                                                                                           | Agde                                     |                                                | 43° 17′ 36″ nord, 3° 27′ 24″ est |                | |             | Église Notre-Dame-du-Grau                                                                                           |
| Église Saint-Sever d'Agde                                                                                           | Agde                                     |                                                | 43° 18′ 44″ nord, 3° 28′ 04″ est |                | |             | Église Saint-Sever d'Agde                                                                                           |
| Église du Sacré-Cœur du Grau d'Agde                                                                                 | Agde                                     |                                                | 43° 17′ 10″ nord, 3° 26′ 44″ est |                | |             | Église du Sacré-Cœur du Grau d'Agde                                                                                 |
| Église Saint-Benoît du Cap d'Agde                                                                                   | Agde                                     |                                                | 43° 17′ 14″ nord, 3° 30′ 46″ est |                | |             | Église Saint-Benoît du Cap d'Agde                                                                                   |
| Église Saint-Pierre-Saint-Paul d'Agel                                                                               | Agel                                     |                                                | 43° 20′ 13″ nord, 2° 51′ 15″ est |                | |             | Image manquante Téléverser                                                                                          |
| Église Saint-Saturnin d'Agonès                                                                                      | Agonès                                   |                                                | 43° 54′ 14″ nord, 3° 43′ 39″ est |                | |             | Église Saint-Saturnin d'Agonès                                                                                      |
| Église wisigothe Saint-Vincentian de Saint-Micisse                                                                  | Agonès                                   |                                                | 43° 54′ 27″ nord, 3° 43′ 58″ est |                | |             | Image manquante Téléverser                                                                                          |
| Église Saint-Martin d'Aigne                                                                                         | Aigne                                    |                                                | 43° 19′ 54″ nord, 2° 47′ 51″ est |                | |             | Image manquante Téléverser                                                                                          |
| Église de l'Invention-de-Saint-Étienne d'Aigues-Vives                                                               | Aigues-Vives                             |                                                | 43° 20′ 14″ nord, 2° 49′ 03″ est |                | |             | Image manquante Téléverser                                                                                          |
| Ancienne église Saint-Martin d'Aigues-Vives                                                                         | Aigues-Vives                             |                                                | 43° 21′ 21″ nord, 2° 49′ 46″ est |                | |             | Image manquante Téléverser                                                                                          |
| Église de Paguignan                                                                                                 | Aigues-Vives                             |                                                | 43° 21′ 22″ nord, 2° 49′ 44″ est |                | |             | Image manquante Téléverser                                                                                          |
| Église Saint-Martin d'Alignan-du-Vent                                                                               | Alignan-du-Vent                          |                                                | 43° 28′ 16″ nord, 3° 20′ 36″ est | « PA34000018 » | Inscrit MH | 1998        | Église Saint-Martin d'Alignan-du-Vent                                                                               |
| Abbatiale Saint-Sauveur d'Aniane                                                                                    | Aniane                                   |                                                | 43° 41′ 04″ nord, 3° 35′ 10″ est | « PA00103354 » | Classé MH | 2002        | Abbatiale Saint-Sauveur d'Aniane                                                                                    |
| Église Saint-Laurent d'Arboras                                                                                      | Arboras                                  |                                                | 43° 42′ 39″ nord, 3° 29′ 07″ est | « IA00029010 » | |             | Image manquante Téléverser                                                                                          |
| Église Saint-Étienne d'Argelliers                                                                                   | Argelliers                               |                                                | 43° 41′ 50″ nord, 3° 40′ 26″ est | « PA00103358 » | Classé MH | 1984        | Église Saint-Étienne d'Argelliers                                                                                   |
| Église Saint-Julien d'Aspiran                                                                                       | Aspiran                                  |                                                | 43° 33′ 57″ nord, 3° 27′ 00″ est | « PA00103359 » | Inscrit MH | 1963        | Église Saint-Julien d'Aspiran                                                                                       |
| Église Saint-Martial d'Assas                                                                                        | Assas                                    |                                                | 43° 42′ 05″ nord, 3° 53′ 54″ est | « PA00103361 » | Classé MH | 1987        | Église Saint-Martial d'Assas                                                                                        |
| Église Saint-Pierre d'Assignan                                                                                      | Assignan                                 |                                                | 43° 23′ 52″ nord, 2° 53′ 22″ est |                | |             | Église Saint-Pierre d'Assignan                                                                                      |
| Église de l'Assomption de Mas d'Arnaud                                                                              | Aumelas                                  |                                                | 43° 36′ 13″ nord, 3° 35′ 54″ est |                | |             | Église de l'Assomption de Mas d'Arnaud                                                                              |
| Église Saint-Pierre-Saint-Paul de Cabrials                                                                          | Aumelas                                  |                                                | 43° 33′ 10″ nord, 3° 33′ 29″ est |                | |             | Église Saint-Pierre-Saint-Paul de Cabrials                                                                          |
| Église Saint-Étienne de Prunet                                                                                      | Aumelas                                  |                                                | à géolocaliser                   |                | |             | Image manquante Téléverser                                                                                          |
| Église Saint-Aubin d'Aumes                                                                                          | Aumes                                    |                                                | 43° 27′ 59″ nord, 3° 27′ 43″ est |                | |             | Église Saint-Aubin d'Aumes                                                                                          |
| Église Saint-Martin d'Autignac                                                                                      | Autignac                                 |                                                | 43° 29′ 59″ nord, 3° 10′ 24″ est |                | |             | Église Saint-Martin d'Autignac                                                                                      |
| Église Saint-Martin d'Avène                                                                                         | Avène                                    |                                                | 43° 45′ 25″ nord, 3° 05′ 54″ est | « IA00029187 » | |             | Image manquante Téléverser                                                                                          |
| Église Notre-Dame de Truscas                                                                                        | Avène                                    |                                                | 43° 43′ 56″ nord, 3° 07′ 14″ est |                | |             | Image manquante Téléverser                                                                                          |
| Église Saint-André de Rieussec                                                                                      | Avène                                    |                                                | 43° 44′ 18″ nord, 3° 05′ 05″ est |                | |             | Église Saint-André de Rieussec                                                                                      |
| Église Saint-Antoine de Serviès                                                                                     | Avène                                    |                                                | 43° 43′ 13″ nord, 3° 03′ 49″ est |                | |             | Église Saint-Antoine de Serviès                                                                                     |
| Église Sainte-Marie de Vinas                                                                                        | Avène                                    |                                                | 43° 45′ 10″ nord, 3° 08′ 22″ est |                | |             | Image manquante Téléverser                                                                                          |
| Église Saint-Barthélémy d'Avène                                                                                     | Avène                                    |                                                | 43° 44′ 54″ nord, 3° 08′ 56″ est | « IA00029183 » | |             | Image manquante Téléverser                                                                                          |
| Église Saint-Pierre de Rouvignac                                                                                    | Avène                                    |                                                | à géolocaliser                   |                | |             | Image manquante Téléverser                                                                                          |
| Église Saint-Laurent d'Azillanet                                                                                    | Azillanet                                |                                                | 43° 19′ 29″ nord, 2° 44′ 16″ est |                | |             | Église Saint-Laurent d'Azillanet                                                                                    |
| Église de l'Assomption-de-Notre-Dame de Babeau                                                                      | Babeau-Bouldoux                          |                                                | 43° 26′ 09″ nord, 2° 54′ 37″ est |                | |             | Église de l'Assomption-de-Notre-Dame de Babeau                                                                      |
| Église Saint-Antoine de la Cadoule                                                                                  | Baillargues                              |                                                | 43° 39′ 15″ nord, 3° 59′ 14″ est | « PA00103365 » | Inscrit MH | 1926        | Image manquante Téléverser                                                                                          |
| Église Saint-Julien-et-Sainte-Basilisse de Baillargues                                                              | Baillargues                              |                                                | 43° 39′ 39″ nord, 4° 00′ 49″ est | « PA00103366 » | Inscrit MH | 1963        | Église Saint-Julien-et-Sainte-Basilisse de Baillargues                                                              |
| Église Saint-Maurice de Balaruc-le-Vieux                                                                            | Balaruc-le-Vieux                         |                                                | 43° 27′ 38″ nord, 3° 41′ 05″ est | « IA34000664 » | |             | Église Saint-Maurice de Balaruc-le-Vieux                                                                            |
| Église Notre-Dame-d'Aix de Balaruc-les-Bains                                                                        | Balaruc-les-Bains                        |                                                | 43° 26′ 28″ nord, 3° 40′ 54″ est | « PA00103765 » | Inscrit MH | 1989        | Église Notre-Dame-d'Aix de Balaruc-les-Bains                                                                        |
| Église Notre-Dame-de-l'Assomption de Balaruc-les-Bains                                                              | Balaruc-les-Bains                        |                                                | 43° 26′ 27″ nord, 3° 40′ 38″ est |                | |             | Église Notre-Dame-de-l'Assomption de Balaruc-les-Bains                                                              |
| Église Saint-Pierre-aux-Liens de Bassan                                                                             | Bassan                                   |                                                | 43° 24′ 41″ nord, 3° 15′ 12″ est |                | |             | Église Saint-Pierre-aux-Liens de Bassan                                                                             |
| Église Saint-Martin de Beaufort                                                                                     | Beaufort                                 |                                                | 43° 17′ 53″ nord, 2° 45′ 25″ est |                | |             | Église Saint-Martin de Beaufort                                                                                     |
| Église Saint-Pierre-ès-Liens de Beaulieu                                                                            | Beaulieu                                 |                                                | 43° 43′ 44″ nord, 4° 01′ 14″ est |                | |             | Image manquante Téléverser                                                                                          |
| Église Saint-Louis de Bédarieux                                                                                     | Bédarieux                                |                                                | 43° 37′ 04″ nord, 3° 09′ 17″ est |                | |             | Image manquante Téléverser                                                                                          |
| Église Saint-Alexandre de Bédarieux                                                                                 | Bédarieux                                |                                                | 43° 36′ 53″ nord, 3° 09′ 31″ est |                | |             | Église Saint-Alexandre de Bédarieux                                                                                 |
| Église Saint-Jean-Baptiste de Nissergues                                                                            | Bédarieux                                |                                                | 43° 36′ 14″ nord, 3° 08′ 42″ est |                | |             | Image manquante Téléverser                                                                                          |
| Église de l'Invention-de-Saint-Étienne de Bélarga                                                                   | Bélarga                                  |                                                | 43° 33′ 11″ nord, 3° 29′ 09″ est | « IA00029002 » | |             | Église de l'Invention-de-Saint-Étienne de Bélarga                                                                   |
| Église Saint-Michel de Berlou                                                                                       | Berlou                                   |                                                | 43° 29′ 28″ nord, 2° 57′ 41″ est |                | |             | Image manquante Téléverser                                                                                          |
| Église Saint-Pierre de Bessan                                                                                       | Bessan                                   |                                                | 43° 21′ 36″ nord, 3° 25′ 38″ est | « PA00103371 » | Inscrit MH | 2017        | Église Saint-Pierre de Bessan                                                                                       |
| Cathédrale Saint-Nazaire de Béziers                                                                                 | Béziers                                  |                                                | 43° 20′ 29″ nord, 3° 12′ 36″ est | « PA00103374 » | Classé MH | 1840        | Cathédrale Saint-Nazaire de Béziers                                                                                 |
| Église de la Madeleine de Béziers                                                                                   | Béziers                                  |                                                | 43° 20′ 41″ nord, 3° 12′ 47″ est | « PA00103379 » | Classé MH | 1987        | Église de la Madeleine de Béziers                                                                                   |
| Basilique Saint-Aphrodise de Béziers                                                                                | Béziers                                  |                                                | 43° 20′ 49″ nord, 3° 12′ 53″ est | « PA00103373 » | Classé MH | 1983        | Basilique Saint-Aphrodise de Béziers                                                                                |
| Basilique Saint-Aphrodise de Béziers                                                                                | Béziers                                  |                                                | 43° 20′ 49″ nord, 3° 12′ 53″ est | « PA00103373 » | Classé MH | 1983        | Basilique Saint-Aphrodise de Béziers                                                                                |
| Église Saint-Jacques de Béziers                                                                                     | Béziers                                  |                                                | 43° 20′ 16″ nord, 3° 12′ 51″ est | « PA00103378 » | Classé MH Abside ; Classé MH Nef (à l'exception des deux premières travées occidentales, reconstruites au 19e siècle)                             | 1912 ; 1967 | Église Saint-Jacques de Béziers                                                                                     |
| Église Saint-Félix de Bayssan                                                                                       | Béziers                                  |                                                | 43° 18′ 27″ nord, 3° 12′ 26″ est |                | |             | Église Saint-Félix de Bayssan                                                                                       |
| Église Sainte-Thérèse-de-l'Enfant-Jésus de Béziers                                                                  | Béziers                                  |                                                | 43° 18′ 27″ nord, 3° 12′ 26″ est |                | |             | Église Sainte-Thérèse-de-l'Enfant-Jésus de Béziers                                                                  |
| Église Saint-Jude de Béziers                                                                                        | Béziers                                  |                                                | 43° 20′ 26″ nord, 3° 12′ 37″ est |                | |             | Église Saint-Jude de Béziers                                                                                        |
| Église de la Sainte-Famille de Béziers                                                                              | Béziers                                  |                                                | 43° 20′ 47″ nord, 3° 13′ 35″ est |                | |             | Église de la Sainte-Famille de Béziers                                                                              |
| Église de l'Immaculée-Conception de Béziers                                                                         | Béziers                                  |                                                | 43° 20′ 26″ nord, 3° 13′ 33″ est |                | |             | Église de l'Immaculée-Conception de Béziers                                                                         |
| Église Saint-Curé-d'Ars de Béziers                                                                                  | Béziers                                  |                                                | 43° 21′ 23″ nord, 3° 13′ 43″ est |                | |             | Église Saint-Curé-d'Ars de Béziers                                                                                  |
| Église Saint-Joseph de Béziers                                                                                      | Béziers                                  |                                                | 43° 21′ 07″ nord, 3° 13′ 05″ est |                | |             | Église Saint-Joseph de Béziers                                                                                      |
| Ancienne église Saint-Pie-X de Béziers                                                                              | Béziers                                  |                                                | 43° 20′ 21″ nord, 3° 14′ 10″ est |                | |             | Ancienne église Saint-Pie-X de Béziers                                                                              |
| Église Notre-Dame-de-la-Réconciliation de Béziers                                                                   | Béziers                                  |                                                | 43° 20′ 14″ nord, 3° 15′ 01″ est |                | |             | Église Notre-Dame-de-la-Réconciliation de Béziers                                                                   |
| Église Saint-Laurent de Boisseron                                                                                   | Boisseron                                |                                                | 43° 45′ 36″ nord, 4° 04′ 56″ est |                | |             | Église Saint-Laurent de Boisseron                                                                                   |
| Église Saint-Michel de Boisset                                                                                      | Boisset                                  |                                                | 43° 24′ 06″ nord, 2° 42′ 17″ est |                | |             | Église Saint-Michel de Boisset                                                                                      |
| Église Saint-Étienne de Boujan-sur-Libron                                                                           | Boujan-sur-Libron                        |                                                | 43° 22′ 20″ nord, 3° 15′ 00″ est |                | |             | Église Saint-Étienne de Boujan-sur-Libron                                                                           |
| Église Saint-Jacques de Bouzigues                                                                                   | Bouzigues                                |                                                | 43° 26′ 54″ nord, 3° 39′ 26″ est |                | |             | Église Saint-Jacques de Bouzigues                                                                                   |
| Église de l'Assomption-de-Notre-Dame de Brenas                                                                      | Brenas                                   |                                                | 43° 39′ 15″ nord, 3° 15′ 26″ est | « IA00029286 » | |             | Église de l'Assomption-de-Notre-Dame de Brenas                                                                      |
| Église Saint-Pierre-ès-Liens de Brignac                                                                             | Brignac                                  |                                                | 43° 37′ 25″ nord, 3° 28′ 29″ est |                | |             | Image manquante Téléverser                                                                                          |
| Église Saint-Nazaire-et-Saint-Celse de Brissac                                                                      | Brissac                                  |                                                | 43° 52′ 40″ nord, 3° 42′ 07″ est | « PA00103398 » | Classé MH | 1907        | Église Saint-Nazaire-et-Saint-Celse de Brissac                                                                      |
| Sanctuaire Notre-Dame du Suc                                                                                        | Brissac                                  |                                                | 43° 52′ 06″ nord, 3° 40′ 58″ est |                | |             | Image manquante Téléverser                                                                                          |
| Église Saint-Nazaire-et-Saint-Celse de Buzignargues                                                                 | Buzignargues                             |                                                | 43° 46′ 15″ nord, 4° 00′ 18″ est | « PA00103400 » | Inscrit MH | 1981        | Église Saint-Nazaire-et-Saint-Celse de Buzignargues                                                                 |
| Église Saint-Amand de Cabrerolles                                                                                   | Cabrerolles                              |                                                | 43° 32′ 41″ nord, 3° 07′ 32″ est |                | |             | Église Saint-Amand de Cabrerolles                                                                                   |
| Église Saint-Martin de Cabrières                                                                                    | Cabrières                                |                                                | 43° 34′ 37″ nord, 3° 19′ 20″ est |                | Classé MH | 1980        | Église Saint-Martin de Cabrières                                                                                    |
| Église de l'Invention-de-Saint-Étienne de Cabrières                                                                 | Cabrières                                |                                                | 43° 34′ 34″ nord, 3° 21′ 45″ est |                | |             | Église de l'Invention-de-Saint-Étienne de Cabrières                                                                 |
| Église Saint-Pierre-et-Saint-Paul de Cambon                                                                         | Cambon-et-Salvergues                     |                                                | 43° 37′ 06″ nord, 2° 51′ 33″ est |                | |             | Église Saint-Pierre-et-Saint-Paul de Cambon                                                                         |
| Église Notre-Dame-de-l'Espinouze de Salvergues                                                                      | Cambon-et-Salvergues                     |                                                | 43° 37′ 49″ nord, 2° 54′ 28″ est |                | |             | Église Notre-Dame-de-l'Espinouze de Salvergues                                                                      |
| Église de Saint-Pierre de l'Espinouse                                                                               | Cambon-et-Salvergues                     |                                                | 43° 36′ 43″ nord, 2° 53′ 57″ est |                | |             | Église de Saint-Pierre de l'Espinouse                                                                               |
| Église Saint-Geniès-d'Arles-et-Saint-Geniès-de-Rome de Campagnan                                                    | Campagnan                                |                                                | 43° 32′ 15″ nord, 3° 29′ 58″ est |                | |             | Image manquante Téléverser                                                                                          |
| Église Saint-Geniès de Campagnan                                                                                    | Campagnan                                |                                                | à géolocaliser                   | « IA00028999 » | |             | Image manquante Téléverser                                                                                          |
| Église Saint-Martin de Campagne                                                                                     | Campagne                                 |                                                | 43° 47′ 15″ nord, 4° 01′ 45″ est |                | |             | Église Saint-Martin de Campagne                                                                                     |
| Église de la Présentation-du-Seigneur dite Saint-Sauveur de Camplong                                                | Camplong                                 |                                                | 43° 40′ 26″ nord, 3° 07′ 06″ est |                | |             | Église de la Présentation-du-Seigneur dite Saint-Sauveur de Camplong                                                |
| Église Saints-Côme-et-Damien de Candillargues                                                                       | Candillargues                            |                                                | 43° 37′ 11″ nord, 4° 04′ 10″ est | « PA00103402 » | Inscrit MH | 1982        | Église Saints-Côme-et-Damien de Candillargues                                                                       |
| Église Notre-Dame-de-Bethléem de Canet                                                                              | Canet                                    |                                                | 43° 36′ 04″ nord, 3° 29′ 30″ est | « IA00028489 » | |             | Église Notre-Dame-de-Bethléem de Canet                                                                              |
| Église Saint-Martin de Canet                                                                                        | Canet                                    |                                                | 43° 35′ 58″ nord, 3° 29′ 35″ est | « IA00028490 » | |             | Église Saint-Martin de Canet                                                                                        |
| Collégiale Saint-Étienne de Capestang                                                                               | Capestang                                |                                                | 43° 19′ 41″ nord, 3° 02′ 39″ est | « PA00103404 » | Classé MH | 1906        | Collégiale Saint-Étienne de Capestang                                                                               |
| Église Saint-Martin-de-Tours de Carlencas                                                                           | Carlencas-et-Levas                       |                                                | 43° 37′ 57″ nord, 3° 13′ 32″ est |                | |             | Église Saint-Martin-de-Tours de Carlencas                                                                           |
| Église Saints-Pierre-et-Paul de Levas                                                                               | Carlencas-et-Levas                       |                                                | 43° 36′ 51″ nord, 3° 13′ 40″ est |                | |             | Église Saints-Pierre-et-Paul de Levas                                                                               |
| Église de l'Assomption-de-Notre-Dame de Cassagnoles                                                                 | Cassagnoles                              |                                                | 43° 23′ 00″ nord, 2° 37′ 15″ est |                | |             | Église de l'Assomption-de-Notre-Dame de Cassagnoles                                                                 |
| Église Notre-Dame de Castanet-le-Haut                                                                               | Castanet-le-Haut                         |                                                | 43° 40′ 05″ nord, 2° 58′ 17″ est |                | |             | Église Notre-Dame de Castanet-le-Haut                                                                               |
| Église Saint-Amans-de-Rodez de Saint-Amans-de-Mounis                                                                | Castanet-le-Haut                         |                                                | 43° 41′ 16″ nord, 2° 57′ 19″ est |                | |             | Église Saint-Amans-de-Rodez de Saint-Amans-de-Mounis                                                                |
| Église Saint-Sulpice de Castelnau-de-Guers                                                                          | Castelnau-de-Guers                       |                                                | 43° 26′ 07″ nord, 3° 26′ 23″ est | « IA34000666 » | |             | Église Saint-Sulpice de Castelnau-de-Guers                                                                          |
| Église Saint-Sulpice de Castelnau-de-Guers                                                                          | Castelnau-de-Guers                       |                                                | 43° 26′ 07″ nord, 3° 26′ 23″ est | « IA34000666 » | |             | Église Saint-Sulpice de Castelnau-de-Guers                                                                          |
| Église Saint-Jean-Baptiste de Castelnau-le-Lez                                                                      | Castelnau-le-Lez                         |                                                | 43° 37′ 59″ nord, 3° 53′ 42″ est | « PA00103407 » | Classé MH | 1911        | Église Saint-Jean-Baptiste de Castelnau-le-Lez                                                                      |
| Église Saint-Vincent du Sablas                                                                                      | Castelnau-le-Lez                         |                                                | 43° 38′ 04″ nord, 3° 54′ 53″ est |                | |             | Image manquante Téléverser                                                                                          |
| Ancienne église de l'Invention-de-Saint-Étienne de Castries                                                         | Castries                                 |                                                | 43° 40′ 39″ nord, 3° 59′ 10″ est | « PA00103411 » | Classé MH | 1960        | Ancienne église de l'Invention-de-Saint-Étienne de Castries                                                         |
| Église de l'Invention-de-Saint-Étienne de Castries                                                                  | Castries                                 |                                                | 43° 40′ 41″ nord, 3° 59′ 09″ est |                | |             | Église de l'Invention-de-Saint-Étienne de Castries                                                                  |
| Église de l'Assomption-de-Notre-Dame de Causse-de-la-Selle                                                          | Causse-de-la-Selle                       |                                                | 43° 48′ 17″ nord, 3° 39′ 00″ est |                | |             | Image manquante Téléverser                                                                                          |
| Église Notre-Dame-de-la-Purification de Causses-et-Veyran                                                           | Causses-et-Veyran                        |                                                | 43° 28′ 29″ nord, 3° 05′ 12″ est |                | |             | Église Notre-Dame-de-la-Purification de Causses-et-Veyran                                                           |
| Église Saint-Étienne de Caussiniojouls                                                                              | Caussiniojouls                           |                                                | 43° 33′ 02″ nord, 3° 09′ 10″ est |                | |             | Église Saint-Étienne de Caussiniojouls                                                                              |
| Église Saint-Gervais de Caux                                                                                        | Caux                                     |                                                | 43° 30′ 19″ nord, 3° 22′ 07″ est | « PA00103415 » | Classé MH | 1913        | Église Saint-Gervais de Caux                                                                                        |
| Église Saint-Amand de Cazedarnes                                                                                    | Cazedarnes                               |                                                | 43° 25′ 38″ nord, 3° 01′ 53″ est | « PA34000086 » | Inscrit MH | 2012        | Image manquante Téléverser                                                                                          |
| Abbatiale Sainte-Marie de Fontcaude, de l'ordre des Prémontrés de Fontcaude                                         | Cazedarnes                               |                                                | 43° 25′ 05″ nord, 3° 03′ 19″ est |                | |             | Abbatiale Sainte-Marie de Fontcaude, de l'ordre des Prémontrés de Fontcaude                                         |
| Église de l'Invention-de-Saint-Étienne de Cazevieille                                                               | Cazevieille                              |                                                | 43° 46′ 10″ nord, 3° 47′ 17″ est |                | |             | Église de l'Invention-de-Saint-Étienne de Cazevieille                                                               |
| Église Saint-Étienne de La Figarède                                                                                 | Cazevieille                              |                                                | 43° 45′ 45″ nord, 3° 48′ 44″ est |                | |             | Image manquante Téléverser                                                                                          |
| Église Saint-Léonce de Cazilhac-le-Bas                                                                              | Cazilhac                                 |                                                | 43° 55′ 05″ nord, 3° 42′ 16″ est |                | |             | Église Saint-Léonce de Cazilhac-le-Bas                                                                              |
| Église Saints-Pierre-et-Paul de Cazouls-d'Hérault                                                                   | Cazouls-d'Hérault                        |                                                | 43° 30′ 21″ nord, 3° 27′ 26″ est |                | |             | Église Saints-Pierre-et-Paul de Cazouls-d'Hérault                                                                   |
| Église Saint-Saturnin de Cazouls-lès-Béziers                                                                        | Cazouls-lès-Béziers                      |                                                | 43° 23′ 32″ nord, 3° 06′ 05″ est | « PA00103422 » | Inscrit MH Portail Nord | 1972        | Église Saint-Saturnin de Cazouls-lès-Béziers                                                                        |
| Église Saint-Vincent de Savignac                                                                                    | Cazouls-lès-Béziers                      |                                                | 43° 24′ 57″ nord, 3° 07′ 26″ est | « PA00103423 » | Classé MH Vestiges | 1971        | Image manquante Téléverser                                                                                          |
| Église Saint-Martin de Cébazan                                                                                      | Cébazan                                  |                                                | 43° 24′ 09″ nord, 2° 58′ 32″ est |                | |             | Église Saint-Martin de Cébazan                                                                                      |
| Église Saint-Jean-Baptiste de Ceilhes                                                                               | Ceilhes-et-Rocozels                      |                                                | 43° 48′ 11″ nord, 3° 06′ 41″ est | « PA00103425 » | Inscrit MH | 1986        | Église Saint-Jean-Baptiste de Ceilhes                                                                               |
| Église Saint-Jacques de Rocozels                                                                                    | Ceilhes-et-Rocozels                      |                                                | 43° 48′ 54″ nord, 3° 05′ 12″ est | « PA00103426 » | Inscrit MH | 1986        | Église Saint-Jacques de Rocozels                                                                                    |
| Église de la Nativité-de-Notre-Dame de Celles                                                                       | Celles                                   |                                                | 43° 39′ 41″ nord, 3° 20′ 28″ est |                | |             | Église de la Nativité-de-Notre-Dame de Celles                                                                       |
| Église Saint-Geniès de Cers                                                                                         | Cers                                     |                                                | 43° 19′ 25″ nord, 3° 18′ 19″ est |                | |             | Église Saint-Geniès de Cers                                                                                         |
| Église Saint-Pierre-de-la-Salle de Cessenon-sur-Orb                                                                 | Cessenon-sur-Orb                         |                                                | 43° 26′ 57″ nord, 3° 02′ 56″ est | « PA00103427 » | Inscrit MH | 1987        | Image manquante Téléverser                                                                                          |
| Église Saint-Geniès-de-Rome de Cesseras                                                                             | Cesseras                                 |                                                | 43° 19′ 32″ nord, 2° 42′ 48″ est | « PA00103431 » | Classé MH | 1933        | Image manquante Téléverser                                                                                          |
| Église Saint-Saturnin de Ceyras                                                                                     | Ceyras                                   |                                                | 43° 38′ 43″ nord, 3° 27′ 28″ est | « IA00028560 » | |             | Église Saint-Saturnin de Ceyras                                                                                     |
| Église Saint-Antoine de Clapiers                                                                                    | Clapiers                                 |                                                | 43° 39′ 26″ nord, 3° 53′ 20″ est | « PA00103434 » | Inscrit MH Mur-clocher | 1980        | Église Saint-Antoine de Clapiers                                                                                    |
| Église Saint-Félix-de-Gérone de Claret                                                                              | Claret                                   |                                                | 43° 51′ 45″ nord, 3° 54′ 20″ est | « PA00103435 » | Classé MH Porche, à l'exclusion du campanile couronnant son pignon ; Inscrit MH Église, à l'exception du porche classé et de la Tour de l'Horloge | 1933 ; 1933 | Église Saint-Félix-de-Gérone de Claret                                                                              |
| Collégiale Saint-Paul de Clermont-l'Hérault                                                                         | Clermont-l'Hérault                       |                                                | 43° 37′ 37″ nord, 3° 25′ 51″ est | « PA00103440 » | Classé MH | 1840        | Collégiale Saint-Paul de Clermont-l'Hérault                                                                         |
| Église Saints-Pierre-et-Paul de Colombières-sur-Orb                                                                 | Colombières-sur-Orb                      |                                                | 43° 34′ 46″ nord, 3° 00′ 23″ est |                | |             | Église Saints-Pierre-et-Paul de Colombières-sur-Orb                                                                 |
| Église Saint-Sylvestre-et-Sainte-Colombe de Colombiers                                                              | Colombiers                               |                                                | 43° 18′ 52″ nord, 3° 08′ 19″ est |                | |             | Église Saint-Sylvestre-et-Sainte-Colombe de Colombiers                                                              |
| Église Saint-Blaise de Combaillaux                                                                                  | Combaillaux                              |                                                | 43° 40′ 36″ nord, 3° 45′ 59″ est |                | |             | Église Saint-Blaise de Combaillaux                                                                                  |
| Église Saints-Pierre-et-Paul de Combes                                                                              | Combes                                   |                                                | 43° 36′ 14″ nord, 3° 02′ 48″ est |                | |             | Église Saints-Pierre-et-Paul de Combes                                                                              |
| Église Saint-Léonce de Corneilhan                                                                                   | Corneilhan                               |                                                | 43° 24′ 01″ nord, 3° 11′ 31″ est |                | |             | Église Saint-Léonce de Corneilhan                                                                                   |
| Église Saint-Félix-de-Gérone de Coulobres                                                                           | Coulobres                                |                                                | 43° 27′ 02″ nord, 3° 16′ 43″ est | « IA34000673 » | |             | Église Saint-Félix-de-Gérone de Coulobres                                                                           |
| Église de la Nativité-de-Notre-Dame de Courniou                                                                     | Courniou                                 |                                                | 43° 28′ 25″ nord, 2° 42′ 43″ est |                | |             | Église de la Nativité-de-Notre-Dame de Courniou                                                                     |
| Église Saint-Fabien de Prouilhe                                                                                     | Courniou                                 |                                                | 43° 29′ 48″ nord, 2° 41′ 40″ est |                | |             | Église Saint-Fabien de Prouilhe                                                                                     |
| Église Saint-Mathias de Marthomis                                                                                   | Courniou                                 |                                                | 43° 30′ 05″ nord, 2° 42′ 42″ est |                | |             | Église Saint-Mathias de Marthomis                                                                                   |
| Église Saint-Christophe de Cournonsec                                                                               | Cournonsec                               |                                                | 43° 32′ 56″ nord, 3° 42′ 17″ est |                | |             | Église Saint-Christophe de Cournonsec                                                                               |
| Église Saint-Pierre de Cournonterral                                                                                | Cournonterral                            |                                                | 43° 33′ 31″ nord, 3° 43′ 09″ est |                | |             | Église Saint-Pierre de Cournonterral                                                                                |
| Église Saint-Martin de Creissan                                                                                     | Creissan                                 |                                                | 43° 22′ 26″ nord, 3° 00′ 39″ est |                | |             | Image manquante Téléverser                                                                                          |
| Église Sainte-Eulalie de Cruzy                                                                                      | Cruzy                                    |                                                | 43° 21′ 21″ nord, 2° 56′ 26″ est | « PA00103446 » | Classé MH | 1913        | Église Sainte-Eulalie de Cruzy                                                                                      |
| Église Saint-André de Valquières                                                                                    | Dio-et-Valquières                        |                                                | 43° 40′ 02″ nord, 3° 14′ 04″ est | « PA34000015 » | Inscrit MH | 1998        | Église Saint-André de Valquières                                                                                    |
| Église Saint-Étienne de Dio                                                                                         | Dio-et-Valquières                        |                                                | 43° 40′ 09″ nord, 3° 12′ 44″ est | « PA34000016 » | Inscrit MH | 1998        | Église Saint-Étienne de Dio                                                                                         |
| Église Saint-André-et-du Sacré-Cœur de Vérargues                                                                    | Entre-Vignes                             |                                                | 43° 42′ 58″ nord, 4° 05′ 58″ est |                | |             | Église Saint-André-et-du Sacré-Cœur de Vérargues                                                                    |
| Église Saint-Christophe de Saint-Christol                                                                           | Entre-Vignes                             |                                                | 43° 43′ 38″ nord, 4° 04′ 48″ est |                | |             | Église Saint-Christophe de Saint-Christol                                                                           |
| Ancienne église Saint-Christophe de Saint-Christol                                                                  | Entre-Vignes                             |                                                | 43° 43′ 38″ nord, 4° 04′ 46″ est |                | |             | Image manquante Téléverser                                                                                          |
| Église Notre-Dame-des-Pins d'Espondeilhan                                                                           | Espondeilhan                             |                                                | 43° 26′ 11″ nord, 3° 15′ 27″ est | « PA00103448 » | Classé MH | 1907        | Église Notre-Dame-des-Pins d'Espondeilhan                                                                           |
| Église Saint-Jacques de Fabrègues                                                                                   | Fabrègues                                |                                                | 43° 33′ 07″ nord, 3° 46′ 34″ est | « PA00103449 » | Inscrit MH | 1947        | Église Saint-Jacques de Fabrègues                                                                                   |
| Église Saint-Christophe de Faugères                                                                                 | Faugères                                 |                                                | 43° 33′ 53″ nord, 3° 11′ 24″ est |                | |             | Église Saint-Christophe de Faugères                                                                                 |
| Église Sainte-Marie de Soumatre                                                                                     | Faugères                                 |                                                | 43° 35′ 16″ nord, 3° 10′ 53″ est |                | |             | Image manquante Téléverser                                                                                          |
| Église de l'Assomption-de-Notre-Dame de Félines-Minervois                                                           | Félines-Minervois                        |                                                | 43° 19′ 42″ nord, 2° 36′ 01″ est |                | |             | Image manquante Téléverser                                                                                          |
| Église Saint-Jean-Baptiste d'Authèze                                                                                | Ferrals-les-Montagnes                    |                                                | 43° 24′ 02″ nord, 2° 37′ 49″ est |                | |             | Image manquante Téléverser                                                                                          |
| Église Saints-Pierre-et-Paul de la Fraise                                                                           | Ferrières-Poussarou                      |                                                | 43° 29′ 04″ nord, 2° 53′ 56″ est |                | |             | Image manquante Téléverser                                                                                          |
| Église de la Nativité-de-Saint-Jean-Baptiste de Ferrières-les-Verreries                                             | Ferrières-les-Verreries                  |                                                | 43° 52′ 39″ nord, 3° 47′ 54″ est |                | |             | Image manquante Téléverser                                                                                          |
| Église de la Nativité-de-Saint-Jean-Baptiste de Florensac                                                           | Florensac                                |                                                | 43° 22′ 59″ nord, 3° 28′ 12″ est |                | |             | Église de la Nativité-de-Saint-Jean-Baptiste de Florensac                                                           |
| Église Saint-Étienne de Fontanès                                                                                    | Fontanès                                 |                                                | 43° 47′ 38″ nord, 3° 54′ 55″ est |                | |             | Image manquante Téléverser                                                                                          |
| Église Saint-Hippolyte de Fontès                                                                                    | Fontès                                   |                                                | 43° 32′ 33″ nord, 3° 22′ 39″ est | « PA00103452 » | Inscrit MH | 1925        | Église Saint-Hippolyte de Fontès                                                                                    |
| Église Saint-Jean de Fos                                                                                            | Fos                                      |                                                | 43° 33′ 57″ nord, 3° 14′ 47″ est |                | |             | Église Saint-Jean de Fos                                                                                            |
| Église de l'Invention-de-Saint-Étienne de Fouzilhon                                                                 | Fouzilhon                                |                                                | 43° 30′ 04″ nord, 3° 14′ 42″ est |                | |             | Église de l'Invention-de-Saint-Étienne de Fouzilhon                                                                 |
| Église de la Nativité-de-Notre-Dame dite aussi Notre-Dame de Fozières                                               | Fozières                                 |                                                | 43° 45′ 07″ nord, 3° 21′ 25″ est | « IA00029394 » | |             | Église de la Nativité-de-Notre-Dame dite aussi Notre-Dame de Fozières                                               |
| Église de la Nativité-de-Notre-Dame de Lignières-Hautes                                                             | Fraisse-sur-Agout                        |                                                | 43° 34′ 17″ nord, 2° 46′ 23″ est |                | |             | Image manquante Téléverser                                                                                          |
| Église de la Nativité-de-Saint-Jean-Baptiste de Fraisse-sur-Agout                                                   | Fraisse-sur-Agout                        |                                                | 43° 36′ 21″ nord, 2° 47′ 55″ est |                | |             | Église de la Nativité-de-Saint-Jean-Baptiste de Fraisse-sur-Agout                                                   |
| Église Saint-Paul de Frontignan                                                                                     | Frontignan                               |                                                | 43° 26′ 51″ nord, 3° 45′ 19″ est | « PA00103455 » | Classé MH | 1919        | Église Saint-Paul de Frontignan                                                                                     |
| Église de l'Immaculée-Conception de La Peyrade                                                                      | Frontignan                               |                                                | 43° 25′ 39″ nord, 3° 43′ 34″ est |                | |             | Église de l'Immaculée-Conception de La Peyrade                                                                      |
| Église Saint-Julien-et-Sainte-Basilisse de Gabian                                                                   | Gabian                                   |                                                | 43° 30′ 49″ nord, 3° 16′ 25″ est |                | |             | Église Saint-Julien-et-Sainte-Basilisse de Gabian                                                                   |
| Église de l'Assomption-de-Notre-Dame de Galargues                                                                   | Galargues                                |                                                | 43° 46′ 14″ nord, 4° 01′ 12″ est |                | |             | Église de l'Assomption-de-Notre-Dame de Galargues                                                                   |
| Église Saint-Pierre-et-Saint-Paul de Ganges                                                                         | Ganges                                   |                                                | 43° 56′ 01″ nord, 3° 42′ 31″ est |                | |             | Église Saint-Pierre-et-Saint-Paul de Ganges                                                                         |
| Église Saint-Barthélémy de Garrigues                                                                                | Garrigues                                |                                                | 43° 47′ 40″ nord, 4° 00′ 51″ est |                | |             | Église Saint-Barthélémy de Garrigues                                                                                |
| Église Saint-Géniès de Gigean                                                                                       | Gigean                                   |                                                | 43° 29′ 58″ nord, 3° 42′ 43″ est |                | |             | Église Saint-Géniès de Gigean                                                                                       |
| Ancienne église Saint-Géniès de Gigean                                                                              | Gigean                                   |                                                | 43° 30′ 05″ nord, 3° 42′ 41″ est |                | |             | Ancienne église Saint-Géniès de Gigean                                                                              |
| Église Notre-Dame-de-Grâce de Gignac                                                                                | Gignac                                   |                                                | 43° 38′ 53″ nord, 3° 33′ 19″ est | « PA00103460 » | Classé MH | 1989        | Église Notre-Dame-de-Grâce de Gignac                                                                                |
| Église Saint-Pierre-aux-Liens de Gignac                                                                             | Gignac                                   |                                                | 43° 39′ 08″ nord, 3° 33′ 08″ est | « PA00103461 » | Inscrit MH Façade occidentale | 1963        | Église Saint-Pierre-aux-Liens de Gignac                                                                             |
| Église Saint-Martin-de-Carcarès de Mas de Mazet                                                                     | Gignac                                   |                                                | 43° 39′ 15″ nord, 3° 34′ 22″ est | « IA00028927 » | |             | Image manquante Téléverser                                                                                          |
| Église de l'Assomption-de-Notre-Dame de Gorniès                                                                     | Gorniès                                  |                                                | 43° 53′ 30″ nord, 3° 37′ 44″ est |                | |             | Image manquante Téléverser                                                                                          |
| Église Saint-Julien-et-Sainte-Basilisse de Grabels                                                                  | Grabels                                  |                                                | 43° 38′ 50″ nord, 3° 47′ 49″ est |                | |             | Église Saint-Julien-et-Sainte-Basilisse de Grabels                                                                  |
| Église Saint-Julien-et-Sainte-Basilisse de Grabels                                                                  | Grabels                                  |                                                | 43° 38′ 50″ nord, 3° 47′ 49″ est |                | |             | Église Saint-Julien-et-Sainte-Basilisse de Grabels                                                                  |
| Église de la Transfiguration-du-Seigneur de Graissessac                                                             | Graissessac                              |                                                | 43° 40′ 51″ nord, 3° 05′ 34″ est |                | |             | Église de la Transfiguration-du-Seigneur de Graissessac                                                             |
| Église Saint-Michel de Guzargues                                                                                    | Guzargues                                |                                                | 43° 43′ 19″ nord, 3° 55′ 27″ est | « PA00103464 » | Inscrit MH | 1971        | Église Saint-Michel de Guzargues                                                                                    |
| Église Saint-Martial d'Hérépian                                                                                     | Hérépian                                 |                                                | 43° 35′ 35″ nord, 3° 07′ 00″ est |                | |             | Église Saint-Martial d'Hérépian                                                                                     |
| Ancienne église Saint-Martial d'Hérépian                                                                            | Hérépian                                 |                                                | 43° 35′ 35″ nord, 3° 07′ 03″ est |                | |             | Ancienne église Saint-Martial d'Hérépian                                                                            |
| Église Saint-Pierre-ès-Liens de Jacou                                                                               | Jacou                                    |                                                | 43° 39′ 39″ nord, 3° 54′ 45″ est |                | |             | Église Saint-Pierre-ès-Liens de Jacou                                                                               |
| Abbaye Saint-Pierre-aux-Liens de Joncels                                                                            | Joncels                                  |                                                | 43° 44′ 14″ nord, 3° 11′ 38″ est | « PA00103465 » | Inscrit MH Église paroissiale (ancienne église abbatiale) et cloître (aire et vestiges des galeries)                                              | 1988        | Abbaye Saint-Pierre-aux-Liens de Joncels                                                                            |
| Église Saint-Jean-l'Évangéliste de Jonquières                                                                       | Jonquières                               |                                                | 43° 40′ 33″ nord, 3° 28′ 31″ est | « IA00028990 » | |             | Église Saint-Jean-l'Évangéliste de Jonquières                                                                       |
| Église Saint-Marc-l'Évangéliste de Juvignac                                                                         | Juvignac                                 |                                                | 43° 36′ 52″ nord, 3° 48′ 46″ est |                | |             | Église Saint-Marc-l'Évangéliste de Juvignac                                                                         |
| Église Saint-Martin de La Boissière                                                                                 | La Boissière                             |                                                | 43° 39′ 17″ nord, 3° 38′ 23″ est | « IA34000068 » | |             | Image manquante Téléverser                                                                                          |
| Église Notre-Dame de La Caunette                                                                                    | La Caunette                              |                                                | 43° 21′ 13″ nord, 2° 46′ 33″ est | « PA00103413 » | Inscrit MH | 1972        | Église Notre-Dame de La Caunette                                                                                    |
| Église Saint-Augustin de La Grande-Motte                                                                            | La Grande-Motte                          |                                                | 43° 33′ 36″ nord, 4° 05′ 09″ est |                | |             | Image manquante Téléverser                                                                                          |
| Église Saint-Étienne de La Livinière                                                                                | La Livinière                             |                                                | 43° 24′ 59″ nord, 2° 38′ 07″ est | « PA34000056 » | Inscrit MH | 2006        | Église Saint-Étienne de La Livinière                                                                                |
| Église Saint-Étienne-de-Cavall de La Salvetat-sur-Agout                                                             | La Salvetat-sur-Agout                    |                                                | 43° 36′ 36″ nord, 2° 42′ 06″ est |                | |             | Église Saint-Étienne-de-Cavall de La Salvetat-sur-Agout                                                             |
| Église de la Trinité de Boussagues                                                                                  | La Tour-sur-Orb                          |                                                | 43° 39′ 09″ nord, 3° 07′ 49″ est |                | |             | Église de la Trinité de Boussagues                                                                                  |
| Église Notre-Dame de la Pitié de Boussagues                                                                         | La Tour-sur-Orb                          |                                                | 43° 39′ 08″ nord, 3° 07′ 51″ est | « PA00103736 » | Inscrit MH | 1988        | Église Notre-Dame de la Pitié de Boussagues                                                                         |
| Église Saint-Cyr-et-Sainte-Julite de Saint-Xist                                                                     | La Tour-sur-Orb                          |                                                | 43° 40′ 35″ nord, 3° 09′ 26″ est | « PA00103737 » | Inscrit MH Église ; façade et toiture des bâtiments bordant la cour intérieure avec leurs galeries                                                | 1979        | Église Saint-Cyr-et-Sainte-Julite de Saint-Xist                                                                     |
| Église Sainte-Marie de Frangouille                                                                                  | La Tour-sur-Orb                          |                                                | 43° 39′ 59″ nord, 3° 08′ 58″ est |                | |             | Église Sainte-Marie de Frangouille                                                                                  |
| Église de l'Assomption-de-Notre-Dame de La Tour-sur-Orb                                                             | La Tour-sur-Orb                          |                                                | 43° 39′ 10″ nord, 3° 08′ 56″ est |                | |             | Image manquante Téléverser                                                                                          |
| Église Saint-Martin du Mas Blanc                                                                                    | La Tour-sur-Orb                          |                                                | 43° 38′ 56″ nord, 3° 10′ 07″ est |                | |             | Image manquante Téléverser                                                                                          |
| Église Saint-Saturnin de Clairac                                                                                    | La Tour-sur-Orb                          |                                                | 43° 38′ 16″ nord, 3° 06′ 38″ est |                | |             | Église Saint-Saturnin de Clairac                                                                                    |
| Église de l'Assomption-de-Notre-Dame dite aussi église Notre-Dame de La Vacquerie-et-Saint-Martin-de-Castries       | La Vacquerie-et-Saint-Martin-de-Castries |                                                | 43° 47′ 21″ nord, 3° 27′ 38″ est | « IA00029641 » | |             | Église de l'Assomption-de-Notre-Dame dite aussi église Notre-Dame de La Vacquerie-et-Saint-Martin-de-Castries       |
| Église Saint-Jean-Baptiste-en-sa-Nativité de Lacoste                                                                | Lacoste                                  |                                                | 43° 38′ 53″ nord, 3° 26′ 12″ est |                | |             | Église Saint-Jean-Baptiste-en-sa-Nativité de Lacoste                                                                |
| Église Notre-Dame-de-la-Garrigue de Lagamas                                                                         | Lagamas                                  |                                                | 43° 40′ 30″ nord, 3° 31′ 23″ est | « IA00028984 » | |             | Image manquante Téléverser                                                                                          |
| Église Saint-Pierre-de-Rhèdes de Lamalou-les-Bains                                                                  | Lamalou-les-Bains                        |                                                | 43° 35′ 16″ nord, 3° 04′ 44″ est | « PA00103467 » | Classé MH | 1880        | Église Saint-Pierre-de-Rhèdes de Lamalou-les-Bains                                                                  |
| Église Notre-Dame-en-son-Assomption de Villecelle                                                                   | Lamalou-les-Bains                        |                                                | 43° 36′ 15″ nord, 3° 04′ 00″ est |                | |             | Église Notre-Dame-en-son-Assomption de Villecelle                                                                   |
| Église Notre-Dame-de-Capimont                                                                                       | Lamalou-les-Bains                        |                                                | 43° 35′ 56″ nord, 3° 05′ 40″ est |                | |             | Église Notre-Dame-de-Capimont                                                                                       |
| Église Saints-Pierre-et-Paul de Lamalou-les-Bains                                                                   | Lamalou-les-Bains                        |                                                | 43° 35′ 46″ nord, 3° 04′ 49″ est |                | |             | Église Saints-Pierre-et-Paul de Lamalou-les-Bains                                                                   |
| Église Saint-Martin de Lansargues                                                                                   | Lansargues                               |                                                | 43° 39′ 11″ nord, 4° 04′ 23″ est | « PA00103468 » | Classé MH | 1979        | Église Saint-Martin de Lansargues                                                                                   |
| Église Sainte-Marie-Madeleine de Laroque                                                                            | Laroque                                  |                                                | 43° 55′ 22″ nord, 3° 43′ 22″ est |                | |             | Église Sainte-Marie-Madeleine de Laroque                                                                            |
| Église Saint-Laurent de Lattes                                                                                      | Lattes                                   |                                                | 43° 34′ 05″ nord, 3° 54′ 08″ est | « PA00103471 » | Classé MH Abside et absidiole, ainsi que les corbeaux de la façade                                                                                | 1913        | Église Saint-Laurent de Lattes                                                                                      |
| Église Saint-André de Maurin                                                                                        | Lattes                                   |                                                | 43° 33′ 35″ nord, 3° 52′ 22″ est |                | |             | Église Saint-André de Maurin                                                                                        |
| Église Saint-Bernard de Port Ariane                                                                                 | Lattes                                   |                                                | 43° 34′ 15″ nord, 3° 54′ 05″ est |                | |             | Image manquante Téléverser                                                                                          |
| Église de la Nativité-de-Saint-Jean-Baptiste de Laurens                                                             | Laurens                                  |                                                | 43° 31′ 23″ nord, 3° 11′ 40″ est |                | |             | Image manquante Téléverser                                                                                          |
| Église Saint-Laurent de Laurens                                                                                     | Laurens                                  |                                                | 43° 31′ 23″ nord, 3° 11′ 49″ est |                | |             | Image manquante Téléverser                                                                                          |
| Église Saint-Brice de Lauret                                                                                        | Lauret                                   |                                                | 43° 50′ 07″ nord, 3° 53′ 01″ est |                | |             | Image manquante Téléverser                                                                                          |
| Église Sainte-Marie de Lauroux                                                                                      | Lauroux                                  |                                                | 43° 46′ 40″ nord, 3° 17′ 21″ est |                | |             | Église Sainte-Marie de Lauroux                                                                                      |
| Église Saint-Laurent-et-Notre-Dame de Lavalette                                                                     | Lavalette                                |                                                | 43° 41′ 30″ nord, 3° 16′ 22″ est | « IA00029212 » | |             | Image manquante Téléverser                                                                                          |
| Église de l'Assomption-de-Notre-Dame-et-Saint-Pierre-ès-Liens de Lavérune                                           | Lavérune                                 |                                                | 43° 35′ 03″ nord, 3° 48′ 16″ est |                | |             | Image manquante Téléverser                                                                                          |
| Église Saint-Pierre de Loiras                                                                                       | Le Bosc                                  |                                                | 43° 42′ 22″ nord, 3° 23′ 45″ est | « IA00029368 » | |             | Église Saint-Pierre de Loiras                                                                                       |
| Église Saint-Martin de Saint-Martin (Hérault)                                                                       | Le Bosc                                  |                                                | 43° 42′ 06″ nord, 3° 22′ 06″ est | « IA00029377 » | |             | Image manquante Téléverser                                                                                          |
| Ancienne église Saint-Pierre de Loiras                                                                              | Le Bosc                                  |                                                | 43° 42′ 22″ nord, 3° 23′ 45″ est |                | |             | Image manquante Téléverser                                                                                          |
| Église Saint-Vincent-de-Saragosse de Sallèles-du-Bosc                                                               | Le Bosc                                  |                                                | 43° 41′ 06″ nord, 3° 24′ 42″ est | « IA00029383 » | |             | Image manquante Téléverser                                                                                          |
| Église Saint-Fructueux de Saint-Fréchoux                                                                            | Le Bosc                                  |                                                | 43° 40′ 42″ nord, 3° 22′ 57″ est | « IA00029373 » | |             | Église Saint-Fructueux de Saint-Fréchoux                                                                            |
| Église Saint-Martin de Saint-Martin-d'Orb                                                                           | Le Bousquet-d'Orb                        |                                                | 43° 41′ 58″ nord, 3° 09′ 46″ est | « IA00029279 » | |             | Église Saint-Martin de Saint-Martin-d'Orb                                                                           |
| Église Saint-Vincent-de-Saragosse du Bousquet-d'Orb                                                                 | Le Bousquet-d'Orb                        |                                                | 43° 41′ 30″ nord, 3° 10′ 00″ est |                | |             | Image manquante Téléverser                                                                                          |
| Église Saint-Martin du Caylar                                                                                       | Le Caylar                                |                                                | 43° 51′ 47″ nord, 3° 19′ 11″ est | « IA00029052 » | |             | Église Saint-Martin du Caylar                                                                                       |
| Église Saint-Martin du Crès                                                                                         | Le Crès                                  |                                                | 43° 39′ 00″ nord, 3° 56′ 15″ est |                | |             | Église Saint-Martin du Crès                                                                                         |
| Église de l'Assomption du Cros                                                                                      | Le Cros                                  |                                                | 43° 52′ 09″ nord, 3° 21′ 54″ est |                | |             | Image manquante Téléverser                                                                                          |
| Église Saint-Jacques du Pouget                                                                                      | Le Pouget                                |                                                | 43° 35′ 33″ nord, 3° 31′ 23″ est | « PA00103668 » | Inscrit MH | 1954        | Église Saint-Jacques du Pouget                                                                                      |
| Église Sainte-Catherine-d'Alexandrie du Pouget                                                                      | Le Pouget                                |                                                | 43° 35′ 32″ nord, 3° 31′ 32″ est | « PA00103669 » | Inscrit MH | 1987        | Église Sainte-Catherine-d'Alexandrie du Pouget                                                                      |
| Église Saint-Jean-l'Évangéliste du Poujol-sur-Orb                                                                   | Le Poujol-sur-Orb                        |                                                | 43° 34′ 48″ nord, 3° 03′ 36″ est |                | |             | Église Saint-Jean-l'Évangéliste du Poujol-sur-Orb                                                                   |
| Église Saint-Michel du Puech                                                                                        | Le Puech                                 |                                                | 43° 41′ 40″ nord, 3° 18′ 52″ est | « IA00029434 » | |             | Image manquante Téléverser                                                                                          |
| Église Saint-Jean du Soulié                                                                                         | Le Soulié                                |                                                | 43° 33′ 05″ nord, 2° 41′ 22″ est |                | |             | Église Saint-Jean du Soulié                                                                                         |
| Église Saint-Sébastien du Triadou                                                                                   | Le Triadou                               |                                                | 43° 44′ 24″ nord, 3° 51′ 11″ est |                | |             | Image manquante Téléverser                                                                                          |
| Église Saint-Michel des Aires                                                                                       | Les Aires                                |                                                | 43° 34′ 53″ nord, 3° 06′ 12″ est |                | |             | Église Saint-Michel des Aires                                                                                       |
| Église Notre-Dame-de-l'Assomption des Matelles                                                                      | Les Matelles                             |                                                | 43° 43′ 52″ nord, 3° 48′ 36″ est |                | |             | Église Notre-Dame-de-l'Assomption des Matelles                                                                      |
| Église Saint-Saturnin des Plans                                                                                     | Les Plans                                |                                                | 43° 45′ 11″ nord, 3° 16′ 33″ est | « IA00029411 » | |             | Image manquante Téléverser                                                                                          |
| Église de la Transfiguration-du-Seigneur des Rives                                                                  | Les Rives                                |                                                | 43° 50′ 32″ nord, 3° 16′ 11″ est |                | |             | Image manquante Téléverser                                                                                          |
| Église Saint-Pierre de Lespignan                                                                                    | Lespignan                                |                                                | 43° 16′ 15″ nord, 3° 10′ 30″ est | « PA00103475 » | Inscrit MH Chœur et abside ; Inscrit MH Église Saint-Pierre                                                                                       | 1952 ; 1988 | Image manquante Téléverser                                                                                          |
| Ancienne église Saint-Pierre de Lespignan                                                                           | Lespignan                                |                                                | 43° 16′ 15″ nord, 3° 10′ 29″ est |                | |             | Image manquante Téléverser                                                                                          |
| Église de l'Assomption-de-Notre-Dame de Lespignan                                                                   | Lespignan                                |                                                | 43° 16′ 24″ nord, 3° 10′ 23″ est |                | |             | Image manquante Téléverser                                                                                          |
| Église de l'Assomption-de-Notre-Dame de Lézignan-la-Cèbe                                                            | Lézignan-la-Cèbe                         |                                                | 43° 29′ 35″ nord, 3° 26′ 18″ est |                | |             | Église de l'Assomption-de-Notre-Dame de Lézignan-la-Cèbe                                                            |
| Église Saint-Félix-de-Gérone de Liausson                                                                            | Liausson                                 |                                                | 43° 38′ 09″ nord, 3° 22′ 12″ est | « IA00028401 » | |             | Image manquante Téléverser                                                                                          |
| Église Notre-Dame-de-la-Salette du Mas Roujou                                                                       | Lieuran-Cabrières                        |                                                | 43° 36′ 17″ nord, 3° 24′ 25″ est |                | |             | Église Notre-Dame-de-la-Salette du Mas Roujou                                                                       |
| Église Saint-Martin de Lieuran-Cabrières                                                                            | Lieuran-Cabrières                        |                                                | 43° 35′ 07″ nord, 3° 24′ 57″ est |                | |             | Église Saint-Martin de Lieuran-Cabrières                                                                            |
| Église Saint-Martin de Lieuran-lès-Béziers                                                                          | Lieuran-lès-Béziers                      |                                                | 43° 25′ 06″ nord, 3° 14′ 13″ est |                | |             | Église Saint-Martin de Lieuran-lès-Béziers                                                                          |
| Église Saint-Vincent de Lignan-sur-Orb                                                                              | Lignan-sur-Orb                           |                                                | 43° 23′ 06″ nord, 3° 09′ 58″ est |                | |             | Image manquante Téléverser                                                                                          |
| Cathédrale Saint-Fulcran de Lodève                                                                                  | Lignan-sur-Orb                           | place de l'Hôtel de Ville                      | 43° 43′ 55″ nord, 3° 19′ 02″ est | « PA00103478 » | Classé MH | 1840        | Cathédrale Saint-Fulcran de Lodève                                                                                  |
| Église Saint-Pierre-aux-Liens de Lodève                                                                             | Lignan-sur-Orb                           | rue de Lergue                                  | 43° 43′ 51″ nord, 3° 19′ 21″ est | « PA34000100 » | Inscrit MH | 2014        | Église Saint-Pierre-aux-Liens de Lodève                                                                             |
| Église Sainte-Cécile de Loupian                                                                                     | Loupian                                  |                                                | 43° 26′ 52″ nord, 3° 36′ 59″ est | « PA00103491 » | Classé MH | 1949        | Église Sainte-Cécile de Loupian                                                                                     |
| Église Notre-Dame de Loupian                                                                                        | Loupian                                  | rue du Docteur-Magne                           | à géolocaliser                   |                | |             | Image manquante Téléverser                                                                                          |
| Église Saint-Pancrace de Lunas                                                                                      | Lunas                                    |                                                | 43° 42′ 24″ nord, 3° 11′ 37″ est | « PA34000027 » | Inscrit MH | 2001        | Église Saint-Pancrace de Lunas                                                                                      |
| Église Saint-Saturnin de Caunas                                                                                     | Lunas                                    |                                                | 43° 40′ 37″ nord, 3° 10′ 46″ est | « IA00029249 » | |             | Image manquante Téléverser                                                                                          |
| Église Notre-Dame-du-Lac de Lunel                                                                                   | Lunel                                    |                                                | 43° 40′ 31″ nord, 4° 08′ 01″ est |                | |             | Église Notre-Dame-du-Lac de Lunel                                                                                   |
| Église Saint-Vincent de Lunel-Viel                                                                                  | Lunel-Viel                               |                                                | 43° 40′ 40″ nord, 4° 05′ 32″ est |                | |             | Église Saint-Vincent de Lunel-Viel                                                                                  |
| Église Saint-Laurent de Magalas                                                                                     | Magalas                                  |                                                | 43° 28′ 19″ nord, 3° 13′ 21″ est | « PA00103496 » | Inscrit MH | 1984        | Église Saint-Laurent de Magalas                                                                                     |
| Église de la Trinité de Maraussan                                                                                   | Maraussan                                |                                                | 43° 22′ 08″ nord, 3° 09′ 34″ est |                | |             | Image manquante Téléverser                                                                                          |
| Église Saint-Christophe de Margon                                                                                   | Margon                                   |                                                | 43° 29′ 11″ nord, 3° 18′ 24″ est |                | |             | Église Saint-Christophe de Margon                                                                                   |
| Église Saint-Jean-Baptiste de Marseillan                                                                            | Marseillan                               |                                                | 43° 21′ 20″ nord, 3° 31′ 44″ est |                | |             | Église Saint-Jean-Baptiste de Marseillan                                                                            |
| Église de la Transfiguration-du-Seigneur de Marsillargues                                                           | Marsillargues                            |                                                | 43° 39′ 54″ nord, 4° 10′ 44″ est | « PA00103501 » | Inscrit MH | 1980        | Église de la Transfiguration-du-Seigneur de Marsillargues                                                           |
| Église Saint-Gerard de Mas-de-Londres                                                                               | Mas-de-Londres                           |                                                | 43° 46′ 56″ nord, 3° 45′ 08″ est | « PA00103502 » | Inscrit MH | 1981        | Église Saint-Gerard de Mas-de-Londres                                                                               |
| Église Saint-Jacques de Mauguio                                                                                     | Mauguio                                  |                                                | 43° 37′ 00″ nord, 4° 00′ 35″ est |                | |             | Église Saint-Jacques de Mauguio                                                                                     |
| Église Saint-Jean-de-Malte de Carnon                                                                                | Mauguio                                  |                                                | 43° 32′ 48″ nord, 3° 59′ 05″ est |                | |             | Image manquante Téléverser                                                                                          |
| Église Saint-Baudile de Maureilhan                                                                                  | Maureilhan                               |                                                | 43° 21′ 30″ nord, 3° 07′ 13″ est | « PA34000066 » | Inscrit MH | 2007        | Église Saint-Baudile de Maureilhan                                                                                  |
| Église Saint-Pierre de Mérifons                                                                                     | Mérifons                                 |                                                | 43° 38′ 01″ nord, 3° 17′ 07″ est | « PA00103506 » | Inscrit MH | 1978        | Église Saint-Pierre de Mérifons                                                                                     |
| Église Saint-Hilaire de Mèze                                                                                        | Mèze                                     |                                                | 43° 25′ 33″ nord, 3° 36′ 28″ est |                | |             | Église Saint-Hilaire de Mèze                                                                                        |
| Église Saint-Étienne de Minerve                                                                                     | Minerve                                  |                                                | 43° 21′ 16″ nord, 2° 44′ 46″ est | « PA00103509 » | Classé MH | 1993        | Église Saint-Étienne de Minerve                                                                                     |
| Église Sainte-Eulalie de Mireval                                                                                    | Mireval                                  |                                                | 43° 30′ 30″ nord, 3° 48′ 06″ est |                | |             | Église Sainte-Eulalie de Mireval                                                                                    |
| Église de la Nativité-de-Notre-Dame de Mons                                                                         | Mons                                     |                                                | 43° 34′ 15″ nord, 2° 57′ 21″ est |                | |             | Église de la Nativité-de-Notre-Dame de Mons                                                                         |
| Église Saint-Géniès de Montady                                                                                      | Montady                                  |                                                | 43° 19′ 50″ nord, 3° 07′ 07″ est |                | |             | Église Saint-Géniès de Montady                                                                                      |
| Église Saint-Géniès de Montady                                                                                      | Montady                                  |                                                | 43° 19′ 50″ nord, 3° 07′ 07″ est |                | |             | Église Saint-Géniès de Montady                                                                                      |
| Église Saint-André de Montagnac                                                                                     | Montagnac                                |                                                | 43° 28′ 49″ nord, 3° 29′ 04″ est | « PA00103513 » | Classé MH | 1958        | Église Saint-André de Montagnac                                                                                     |
| Église Notre-Dame-du-Fort de Montarnaud                                                                             | Montarnaud                               |                                                | 43° 38′ 56″ nord, 3° 41′ 45″ est | « PA00103780 » | Inscrit MH | 1992        | Église Notre-Dame-du-Fort de Montarnaud                                                                             |
| Église de l'Assomption-de-Notre-Dame de Montarnaud                                                                  | Montarnaud                               |                                                | 43° 38′ 56″ nord, 3° 41′ 51″ est | « IA34000137 » | |             | Église de l'Assomption-de-Notre-Dame de Montarnaud                                                                  |
| Église de la Nativité-de-Notre-Dame de Montaud                                                                      | Montaud                                  |                                                | 43° 38′ 56″ nord, 3° 41′ 51″ est |                | |             | Image manquante Téléverser                                                                                          |
| Église Saint-Pierre de Montbazin                                                                                    | Montbazin                                |                                                | 43° 30′ 58″ nord, 3° 41′ 38″ est | « PA00103517 » | Classé MH | 1964        | Église Saint-Pierre de Montbazin                                                                                    |
| Église de la Nativité-de-Saint-Jean-Baptiste de Montbazin                                                           | Montbazin                                |                                                | 43° 30′ 51″ nord, 3° 41′ 46″ est |                | |             | Église de la Nativité-de-Saint-Jean-Baptiste de Montbazin                                                           |
| Église Sainte-Eulalie de Montblanc                                                                                  | Montblanc                                |                                                | 43° 23′ 50″ nord, 3° 22′ 02″ est | « PA00103520 » | Classé MH | 1987        | Église Sainte-Eulalie de Montblanc                                                                                  |
| Église Saint-André de Montels                                                                                       | Montels                                  |                                                | 43° 17′ 40″ nord, 3° 01′ 44″ est |                | |             | Image manquante Téléverser                                                                                          |
| Église Notre-Dame-des-Étangs de Montels                                                                             | Montels                                  |                                                | à géolocaliser                   |                | |             | Image manquante Téléverser                                                                                          |
| Église de l'Invention-de-Saint-Étienne de Montferrier-sur-Lez                                                       | Montferrier-sur-Lez                      |                                                | 43° 40′ 00″ nord, 3° 51′ 38″ est |                | |             | Église de l'Invention-de-Saint-Étienne de Montferrier-sur-Lez                                                       |
| Église Saint-Baudile de Montouliers                                                                                 | Montouliers                              |                                                | 43° 20′ 18″ nord, 2° 54′ 20″ est |                | |             | Église Saint-Baudile de Montouliers                                                                                 |
| Église de l'Invention-de-Saint-Étienne de Montoulieu                                                                | Montoulieu                               |                                                | 43° 55′ 37″ nord, 3° 47′ 25″ est |                | |             | Église de l'Invention-de-Saint-Étienne de Montoulieu                                                                |
| Cathédrale Saint-Pierre de Montpellier                                                                              | Montpellier                              | rue Saint-Pierre                               | 43° 36′ 48″ nord, 3° 52′ 27″ est | « PA00103522 » | Classé MH | 1906        | Cathédrale Saint-Pierre de Montpellier                                                                              |
| Basilique Notre-Dame des Tables                                                                                     | Montpellier                              | rue du Collège, ancienne chapelle des Jésuites | 43° 36′ 43″ nord, 3° 52′ 46″ est | « PA00103535 » | Inscrit MH | 1938        | Basilique Notre-Dame des Tables                                                                                     |
| Église Saint-Denis de Montpellier                                                                                   | Montpellier                              | place Saint-Denis                              | 43° 36′ 19″ nord, 3° 52′ 30″ est | « PA00103536 » | Inscrit MH | 1944        | Église Saint-Denis de Montpellier                                                                                   |
| Église Saint-Roch de Montpellier                                                                                    | Montpellier                              | place Saint-Roch                               | 43° 36′ 31″ nord, 3° 52′ 33″ est | « IA34000375 » | |             | Église Saint-Roch de Montpellier                                                                                    |
| Église Sainte-Croix de Celleneuve                                                                                   | Montpellier                              | rue Tour de l'Église                           | 43° 36′ 47″ nord, 3° 49′ 43″ est | « PA00103537 » | Classé MH | 1840        | Église Sainte-Croix de Celleneuve                                                                                   |
| Église Sainte-Eulalie de Montpellier                                                                                | Montpellier                              | rue de la Merci                                | 43° 36′ 34″ nord, 3° 52′ 14″ est | « PA00103538 » | Inscrit MH | 2016        | Église Sainte-Eulalie de Montpellier                                                                                |
| Église du couvent de la Visitation de Montpellier                                                                   | Montpellier                              | rue de l'Université                            | 43° 36′ 51″ nord, 3° 52′ 38″ est | « PA00103531 » | Inscrit MH | 1989        | Église du couvent de la Visitation de Montpellier                                                                   |
| Église Saint-Michel de Montels                                                                                      | Montpellier                              | rue des Perce Neige                            | 43° 35′ 09″ nord, 3° 52′ 03″ est | « PA00103533 » | Inscrit MH | 1927        | Église Saint-Michel de Montels                                                                                      |
| Église Saint-François de la Pierre-Rouge                                                                            | Montpellier                              | rue Lunaret                                    | 43° 37′ 13″ nord, 3° 52′ 56″ est | « PA34000021 » | Inscrit MH | 1999        | Église Saint-François de la Pierre-Rouge                                                                            |
| Église Sainte-Thérèse-de-Lisieux de Montpellier                                                                     | Montpellier                              | avenue d'Assas                                 | 43° 36′ 55″ nord, 3° 51′ 51″ est | « PA34000034 » | Inscrit MH | 2002        | Église Sainte-Thérèse-de-Lisieux de Montpellier                                                                     |
| Église de l'Immaculée-Conception de Montpellier                                                                     | Montpellier                              | rue du Père Bonnet                             | 43° 36′ 23″ nord, 3° 52′ 00″ est | « IA34000275 » | |             | Église de l'Immaculée-Conception de Montpellier                                                                     |
| Église des Saints-François de Montpellier                                                                           | Montpellier                              | rue des Aiguerelles                            | 43° 36′ 11″ nord, 3° 53′ 00″ est |                | |             | Église des Saints-François de Montpellier                                                                           |
| Église Don-Bosco de Montpellier                                                                                     | Montpellier                              | place Léon Blum                                | 43° 36′ 27″ nord, 3° 53′ 25″ est |                | |             | Église Don-Bosco de Montpellier                                                                                     |
| Église du Saint-Esprit de Montpellier                                                                               | Montpellier                              | rue Sainte-Geneviève                           | 43° 37′ 24″ nord, 3° 50′ 34″ est |                | |             | Église du Saint-Esprit de Montpellier                                                                               |
| Église Notre-Dame-de-la-Paix de la Chamberte                                                                        | Montpellier                              | rue du Père Cyprien Rome                       | 43° 36′ 07″ nord, 3° 50′ 58″ est |                | |             | Église Notre-Dame-de-la-Paix de la Chamberte                                                                        |
| Église Saint-Cléophas de Montpellier                                                                                | Montpellier                              | place de l'Abbé Crebassol                      | 43° 35′ 58″ nord, 3° 52′ 06″ est | « IA34000376 » | |             | Église Saint-Cléophas de Montpellier                                                                                |
| Église Sainte-Bernadette de Montpellier                                                                             | Montpellier                              | rue du Truel                                   | 43° 37′ 45″ nord, 3° 52′ 05″ est |                | |             | Église Sainte-Bernadette de Montpellier                                                                             |
| Église Sainte-Jeanne-d'Arc de Montpellier                                                                           | Montpellier                              | rue Ernest Renan                               | 43° 37′ 03″ nord, 3° 53′ 29″ est |                | |             | Église Sainte-Jeanne-d'Arc de Montpellier                                                                           |
| Église Saint-Jacques de Lemasson                                                                                    | Montpellier                              | boulevard Pedro de Luna                        | 43° 35′ 42″ nord, 3° 52′ 13″ est |                | |             | Église Saint-Jacques de Lemasson                                                                                    |
| Église Saint-Mathieu de Montpellier                                                                                 | Montpellier                              | rue Germain                                    | 43° 36′ 45″ nord, 3° 52′ 41″ est | « PA34000116 » | Inscrit MH | 2016        | Église Saint-Mathieu de Montpellier                                                                                 |
| Église Sainte-Anne de Montpellier                                                                                   | Montpellier                              | place Sainte-Anne                              | 43° 36′ 37″ nord, 3° 52′ 28″ est | « IA34000323 » | |             | Église Sainte-Anne de Montpellier                                                                                   |
| Église Notre-Dame-d’Espérance                                                                                       | Montpellier                              | rue Notre-Dame d'Espérance                     | 43° 36′ 50″ nord, 3° 50′ 59″ est |                | |             | Église Notre-Dame-d’Espérance                                                                                       |
| Église Saint-Léon de Montpellier                                                                                    | Montpellier                              | rue Saint-Léon                                 | 43° 37′ 07″ nord, 3° 52′ 52″ est | « IA34000379 » | |             | Église Saint-Léon de Montpellier                                                                                    |
| Église Saint-Martin de Montpellier                                                                                  | Montpellier                              | rue Jean Vachet                                | 43° 35′ 30″ nord, 3° 53′ 08″ est |                | |             | Église Saint-Martin de Montpellier                                                                                  |
| Église Saint-Thomas de Montpellier                                                                                  | Montpellier                              |                                                | 43° 36′ 59″ nord, 3° 49′ 47″ est |                | |             | Église Saint-Thomas de Montpellier                                                                                  |
| Église du couvent des Sœurs de Saint-Joseph de Montpellier                                                          | Montpellier                              | rue Magnol                                     | 43° 36′ 49″ nord, 3° 52′ 08″ est |                | |             | Image manquante Téléverser                                                                                          |
| Ancienne église Sainte-Bernadette de Montpellier                                                                    | Montpellier                              | avenue du Docteur Pezet                        | à géolocaliser                   |                | |             | Image manquante Téléverser                                                                                          |
| Église Saint-Paul de Montpellier                                                                                    | Montpellier                              | allée du Pays d'ôc                             | 43° 37′ 52″ nord, 3° 49′ 09″ est |                | |             | Image manquante Téléverser                                                                                          |
| Église Saint-Paul de Montpellier                                                                                    | Montpellier                              | allée du Pays d'ôc                             | 43° 37′ 52″ nord, 3° 49′ 09″ est |                | |             | Image manquante Téléverser                                                                                          |
| Ancienne Église Saint-Firmin de Montpellier                                                                         | Montpellier                              | Rue Rebuffy                                    | à géolocaliser                   | « IA34000288 » | Détruite en 1568 |             | Image manquante Téléverser                                                                                          |
| Église Saint-Martin du Barry                                                                                        | Montpeyroux                              |                                                | 43° 42′ 09″ nord, 3° 30′ 27″ est | « IA00028902 » | |             | Église Saint-Martin du Barry                                                                                        |
| Église de l'Assomption de Montpeyroux                                                                               | Montpeyroux                              |                                                | 43° 41′ 42″ nord, 3° 30′ 20″ est |                | |             | Église de l'Assomption de Montpeyroux                                                                               |
| Église Saint-Jean-Baptiste de Moulès-et-Baucels                                                                     | Moulès-et-Baucels                        |                                                | 43° 56′ 43″ nord, 3° 45′ 17″ est |                | |             | Église Saint-Jean-Baptiste de Moulès-et-Baucels                                                                     |
| Église Sainte-Marie de Mourèze                                                                                      | Moulès-et-Baucels                        |                                                | 43° 37′ 08″ nord, 3° 21′ 22″ est | « IA00028525 » | |             | Église Sainte-Marie de Mourèze                                                                                      |
| Église Saint-Ascicle-et-Sainte-Victoire de Mudaison                                                                 | Mudaison                                 |                                                | 43° 38′ 56″ nord, 4° 02′ 29″ est |                | |             | Église Saint-Ascicle-et-Sainte-Victoire de Mudaison                                                                 |
| Église de la Nativité-de-Saint-Jean-Baptiste de Murles                                                              | Murles                                   |                                                | 43° 40′ 59″ nord, 3° 44′ 30″ est | « PA34000117 » | Inscrit MH | 2016        | Image manquante Téléverser                                                                                          |
| Église Saint-Jean de Murviel-lès-Béziers                                                                            | Murviel-lès-Béziers                      |                                                | 43° 26′ 24″ nord, 3° 08′ 38″ est | « PA34000059 » | |             | Image manquante Téléverser                                                                                          |
| Église Saint-Jean-Baptiste de Murviel-lès-Montpellier                                                               | Murviel-lès-Montpellier                  |                                                | 43° 36′ 15″ nord, 3° 44′ 12″ est | « PA00103612 » | Inscrit MH Abside | 1963        | Église Saint-Jean-Baptiste de Murviel-lès-Montpellier                                                               |
| Église Saint-Julien-de-Brioude de Nébian                                                                            | Nébian                                   |                                                | 43° 36′ 25″ nord, 3° 25′ 52″ est |                | |             | Église Saint-Julien-de-Brioude de Nébian                                                                            |
| Église Saint-Alban de Neffiès                                                                                       | Neffiès                                  |                                                | 43° 32′ 03″ nord, 3° 19′ 54″ est | « IA34000658 » | |             | Église Saint-Alban de Neffiès                                                                                       |
| Église Sainte-Marie-Madeleine à Nézignan-l'Évêque                                                                   | Nézignan-l'Évêque                        |                                                | 43° 25′ 19″ nord, 3° 24′ 20″ est |                | |             | Église Sainte-Marie-Madeleine à Nézignan-l'Évêque                                                                   |
| Église Saint-Saturnin de Nissan-lez-Enserune                                                                        | Nissan-lez-Enserune                      |                                                | 43° 17′ 31″ nord, 3° 07′ 38″ est | « PA00103616 » | Classé MH | 1965        | Église Saint-Saturnin de Nissan-lez-Enserune                                                                        |
| Église Sainte-Félicité-Sainte-Perpétue de Nizas                                                                     | Nizas                                    |                                                | 43° 30′ 46″ nord, 3° 24′ 27″ est |                | |             | Église Sainte-Félicité-Sainte-Perpétue de Nizas                                                                     |
| Église Notre-Dame de Notre-Dame-de-Londres                                                                          | Notre-Dame-de-Londres                    |                                                | 43° 49′ 33″ nord, 3° 46′ 39″ est | « PA00103620 » | Inscrit MH | 1925        | Image manquante Téléverser                                                                                          |
| Église Saint-Étienne d'Octon                                                                                        | Octon                                    |                                                | 43° 39′ 16″ nord, 3° 18′ 09″ est | « IA00029206 » | |             | Église Saint-Étienne d'Octon                                                                                        |
| Église Saint-Laurent d'Olargues                                                                                     | Olargues                                 |                                                | 43° 33′ 27″ nord, 2° 54′ 46″ est | « PA00103624 » | Inscrit MH Ancien clocher | 1928        | Église Saint-Laurent d'Olargues                                                                                     |
| Église décanale Saint-Laurent d'Olargues                                                                            | Olargues                                 |                                                | 43° 33′ 25″ nord, 2° 54′ 49″ est |                | |             | Église décanale Saint-Laurent d'Olargues                                                                            |
| Église Saint-Pierre-ès-Liens d'Olmet                                                                                | Olmet-et-Villecun                        |                                                | 43° 42′ 26″ nord, 3° 18′ 38″ est |                | |             | Image manquante Téléverser                                                                                          |
| Église Saint-Pierre-aux-Liens de Villecun                                                                           | Olmet-et-Villecun                        |                                                | 43° 42′ 28″ nord, 3° 17′ 21″ est |                | |             | Image manquante Téléverser                                                                                          |
| Église de l'Assomption-de-Notre-Dame d'Olonzac                                                                      | Olonzac                                  |                                                | 43° 17′ 02″ nord, 2° 43′ 46″ est |                | |             | Église de l'Assomption-de-Notre-Dame d'Olonzac                                                                      |
| Église de l'Invention-de-Saint-Étienne d'Oupia                                                                      | Oupia                                    |                                                | 43° 17′ 23″ nord, 2° 45′ 57″ est |                | |             | Image manquante Téléverser                                                                                          |
| Église Saint-Étienne de Pailhès                                                                                     | Pailhès                                  |                                                | 43° 25′ 46″ nord, 3° 11′ 23″ est |                | |             | Image manquante Téléverser                                                                                          |
| Église Saint-Pierre de Palavas-les-Flots                                                                            | Palavas-les-Flots                        |                                                | 43° 31′ 44″ nord, 3° 55′ 53″ est |                | |             | Église Saint-Pierre de Palavas-les-Flots                                                                            |
| Église de la Nativité-de-Notre-Dame de Pardailhan                                                                   | Pardailhan                               |                                                | 43° 27′ 01″ nord, 2° 50′ 46″ est |                | |             | Image manquante Téléverser                                                                                          |
| Église Notre-Dame-des-Vertus de Paulhan                                                                             | Paulhan                                  |                                                | 43° 32′ 40″ nord, 3° 27′ 39″ est | « PA00103629 » | Classé MH | 1987        | Église Notre-Dame-des-Vertus de Paulhan                                                                             |
| Église de l'Exaltation-de-la-Sainte-Croix de Paulhan                                                                | Paulhan                                  |                                                | 43° 32′ 40″ nord, 3° 27′ 39″ est | « IA00028507 » | |             | Image manquante Téléverser                                                                                          |
| Église Notre-Dame de Pégairolles-de-Buèges                                                                          | Pégairolles-de-Buèges                    |                                                | 43° 48′ 22″ nord, 3° 35′ 15″ est | « IA00029150 » | |             | Église Notre-Dame de Pégairolles-de-Buèges                                                                          |
| Église Saint-Jean-Baptiste de Pégairolles-de-l'Escalette                                                            | Pégairolles-de-l'Escalette               |                                                | 43° 48′ 10″ nord, 3° 19′ 22″ est |                | |             | Église Saint-Jean-Baptiste de Pégairolles-de-l'Escalette                                                            |
| Église Saint-Félix-de-Gérone de Péret                                                                               | Péret                                    |                                                | 43° 34′ 34″ nord, 3° 23′ 51″ est |                | |             | Église Saint-Félix-de-Gérone de Péret                                                                               |
| Église de la Transfiguration-du-Seigneur-et-Saint-Sixte II de Pérols                                                | Pérols                                   |                                                | 43° 33′ 51″ nord, 3° 57′ 15″ est |                | |             | Église de la Transfiguration-du-Seigneur-et-Saint-Sixte II de Pérols                                                |
| Collégiale Saint-Jean de Pézenas                                                                                    | Pézenas                                  |                                                | 43° 27′ 36″ nord, 3° 25′ 27″ est | « PA00103633 » | Inscrit MH | 1935        | Collégiale Saint-Jean de Pézenas                                                                                    |
| Église Saint-Jean de Bébian                                                                                         | Pézenas                                  |                                                | 43° 28′ 59″ nord, 3° 24′ 43″ est | « PA00103634 » | Classé MH | 1983        | Église Saint-Jean de Bébian                                                                                         |
| Église Sainte-Ursule, ancienne chapelle du couvent des Ursulines de Pézenas                                         | Pézenas                                  |                                                | 43° 27′ 38″ nord, 3° 25′ 12″ est | « IA34000557 » | |             | Église Sainte-Ursule, ancienne chapelle du couvent des Ursulines de Pézenas                                         |
| Église Saint-Martin de Conas                                                                                        | Pézenas                                  |                                                | 43° 26′ 28″ nord, 3° 25′ 11″ est | « IA34000557 » | |             | Église Saint-Martin de Conas                                                                                        |
| Église de l'Épiphanie-du-Seigneur de Pézènes-les-Mines                                                              | Pézènes-les-Mines                        |                                                | 43° 35′ 23″ nord, 3° 15′ 04″ est |                | |             | Église de l'Épiphanie-du-Seigneur de Pézènes-les-Mines                                                              |
| Église Saints-Abdon-et-Sennen de Combejean                                                                          | Pierrerue                                |                                                | 43° 25′ 58″ nord, 2° 58′ 17″ est |                | |             | Image manquante Téléverser                                                                                          |
| Église Saint-André de Pierrerue                                                                                     | Pierrerue                                |                                                | 43° 25′ 38″ nord, 2° 58′ 33″ est |                | |             | Image manquante Téléverser                                                                                          |
| Ensemble médiéval de Pignan                                                                                         | Pignan                                   |                                                | 43° 34′ 56″ nord, 3° 45′ 41″ est | « PA34000023 » | Inscrit MH | 1999        | Ensemble médiéval de Pignan                                                                                         |
| Église de l'Assomption-de-Notre-Dame de Pignan                                                                      | Pignan                                   |                                                | 43° 34′ 58″ nord, 3° 45′ 48″ est | « IA00127361 » | |             | Église de l'Assomption-de-Notre-Dame de Pignan                                                                      |
| Abbatiale Sainte-Marie de Vignogoul                                                                                 | Pignan                                   |                                                | 43° 35′ 41″ nord, 3° 46′ 36″ est |                | |             | Abbatiale Sainte-Marie de Vignogoul                                                                                 |
| Église Saint-Siméon-le-Stylite de Pinet                                                                             | Pinet                                    |                                                | 43° 24′ 15″ nord, 3° 30′ 40″ est |                | |             | Église Saint-Siméon-le-Stylite de Pinet                                                                             |
| Église Saints-Pierre-et-Paul de Plaissan                                                                            | Plaissan                                 |                                                | 43° 33′ 31″ nord, 3° 31′ 37″ est | « IA00028856 » | |             | Image manquante Téléverser                                                                                          |
| Ancienne Église Saints-Pierre-et-Paul de Plaissan                                                                   | Plaissan                                 |                                                | 43° 33′ 30″ nord, 3° 31′ 34″ est | « IA00028857 » | |             | Image manquante Téléverser                                                                                          |
| Église Saint-Martin de Poilhes                                                                                      | Poilhes                                  |                                                | 43° 18′ 27″ nord, 3° 04′ 37″ est |                | |             | Église Saint-Martin de Poilhes                                                                                      |
| Église Saint-Cyr-et-Sainte-Julitte de Pomérols                                                                      | Pomérols                                 |                                                | 43° 23′ 26″ nord, 3° 29′ 51″ est | « PA00103666 » | Inscrit MH Abside et absidioles | 1952        | Église Saint-Cyr-et-Sainte-Julitte de Pomérols                                                                      |
| Église Saint-Vincent de Popian                                                                                      | Popian                                   |                                                | 43° 37′ 14″ nord, 3° 32′ 06″ est | « IA00028842 » | |             | Image manquante Téléverser                                                                                          |
| Église Saint-Félix de Portiragnes                                                                                   | Portiragnes                              |                                                | 43° 18′ 10″ nord, 3° 20′ 06″ est | « PA00103667 » | Classé MH | 1932        | Église Saint-Félix de Portiragnes                                                                                   |
| Église Sainte-Croix de Poujols                                                                                      | Poujols                                  |                                                | 43° 45′ 53″ nord, 3° 19′ 27″ est | « IA00029427 » | |             | Image manquante Téléverser                                                                                          |
| Église Saints-Pierre-et-Paul de Poussan                                                                             | Poussan                                  |                                                | 43° 29′ 21″ nord, 3° 40′ 16″ est |                | |             | Église Saints-Pierre-et-Paul de Poussan                                                                             |
| Église Saint-Vincent de Jonquières                                                                                  | Poussan                                  |                                                | 43° 28′ 45″ nord, 3° 41′ 09″ est |                | |             | Église Saint-Vincent de Jonquières                                                                                  |
| Église Notre-Dame-de-Pitié de Pouzolles                                                                             | Pouzolles                                |                                                | 43° 29′ 02″ nord, 3° 16′ 47″ est |                | |             | Église Notre-Dame-de-Pitié de Pouzolles                                                                             |
| Église Saint-Amans de Pouzols                                                                                       | Pouzols                                  |                                                | 43° 37′ 04″ nord, 3° 30′ 49″ est | « IA00028761 » | |             | Image manquante Téléverser                                                                                          |
| Église Saint-Jacques-le-Majeur de Prades-le-Lez                                                                     | Prades-le-Lez                            |                                                | 43° 41′ 55″ nord, 3° 51′ 45″ est |                | |             | Église Saint-Jacques-le-Majeur de Prades-le-Lez                                                                     |
| Église Sainte-Marguerite de Prades-sur-Vernazobre                                                                   | Prades-sur-Vernazobre                    |                                                | 43° 26′ 50″ nord, 2° 59′ 13″ est |                | |             | Image manquante Téléverser                                                                                          |
| Église Saint-Sébastien de La Caminade                                                                               | Prémian                                  |                                                | 43° 31′ 46″ nord, 2° 50′ 03″ est |                | |             | Église Saint-Sébastien de La Caminade                                                                               |
| Église Saint-Sylvestre-des-Brousses                                                                                 | Puéchabon                                |                                                | 43° 42′ 52″ nord, 3° 35′ 33″ est | « PA00103675 » | Classé MH | 1918        | Église Saint-Sylvestre-des-Brousses                                                                                 |
| Église de l'Immaculée-Conception de Puéchabon                                                                       | Puéchabon                                |                                                | 43° 42′ 54″ nord, 3° 37′ 04″ est | « IA34000142 » | |             | Image manquante Téléverser                                                                                          |
| Église Saint-Pierre-aux-Liens de Puéchabon                                                                          | Puéchabon                                |                                                | 43° 42′ 49″ nord, 3° 37′ 04″ est |                | |             | Église Saint-Pierre-aux-Liens de Puéchabon                                                                          |
| Église de la Sainte-Trinité de Puilacher                                                                            | Puilacher                                |                                                | 43° 34′ 03″ nord, 3° 30′ 26″ est | « IA00028754 » | |             | Image manquante Téléverser                                                                                          |
| Église abbatiale du monastère Saint-Joseph de Mont-Rouge de Montrouge                                               | Puimisson                                |                                                | 43° 26′ 44″ nord, 3° 12′ 22″ est |                | |             | Église abbatiale du monastère Saint-Joseph de Mont-Rouge de Montrouge                                               |
| Église Saint-Martin de Pederne de Puimisson                                                                         | Puimisson                                |                                                | 43° 26′ 27″ nord, 3° 12′ 27″ est |                | |             | Église Saint-Martin de Pederne de Puimisson                                                                         |
| Église de l'Assomption-de-Notre-Dame de Puissalicon                                                                 | Puissalicon                              |                                                | 43° 27′ 29″ nord, 3° 14′ 09″ est | « IA34000653 » | |             | Image manquante Téléverser                                                                                          |
| Tour romane de Puissalicon                                                                                          | Puissalicon                              |                                                | 43° 27′ 22″ nord, 3° 13′ 25″ est | « PA00103678 » | Classé MH | 1862        | Tour romane de Puissalicon                                                                                          |
| Église de la Conversion-de-Saint-Paul de Puisserguier                                                               | Puisserguier                             |                                                | 43° 22′ 04″ nord, 3° 02′ 21″ est |                | |             | Église de la Conversion-de-Saint-Paul de Puisserguier                                                               |
| Église Sainte-Marie de Quarante                                                                                     | Quarante                                 |                                                | 43° 20′ 50″ nord, 2° 57′ 39″ est | « PA00103679 » | Classé MH | 1907        | Église Sainte-Marie de Quarante                                                                                     |
| Église Saint-Césaire de Restinclières                                                                               | Restinclières                            |                                                | 43° 43′ 27″ nord, 4° 02′ 17″ est |                | |             | Église Saint-Césaire de Restinclières                                                                               |
| Église de la Présentation-du-Seigneur de Rieussec                                                                   | Rieussec                                 |                                                | 43° 25′ 14″ nord, 2° 44′ 40″ est |                | |             | Image manquante Téléverser                                                                                          |
| Église de la Nativité-de-Notre-Dame d'Ardouane                                                                      | Riols                                    |                                                | 43° 31′ 17″ nord, 2° 48′ 58″ est |                | |             | Église de la Nativité-de-Notre-Dame d'Ardouane                                                                      |
| Église Saints-Pierre-et-Paul de Riols                                                                               | Riols                                    |                                                | 43° 30′ 23″ nord, 2° 47′ 35″ est |                | |             | Église Saints-Pierre-et-Paul de Riols                                                                               |
| Église Saint-André de Roquebrun                                                                                     | Roquebrun                                |                                                | 43° 30′ 03″ nord, 3° 01′ 51″ est |                | |             | Église Saint-André de Roquebrun                                                                                     |
| Église Saint-Pontien de Ceps                                                                                        | Roquebrun                                |                                                | 43° 30′ 48″ nord, 2° 59′ 22″ est |                | |             | Image manquante Téléverser                                                                                          |
| Église de la Nativité-de-Notre-Dame de Roqueredonde                                                                 | Roqueredonde                             |                                                | 43° 48′ 02″ nord, 3° 12′ 43″ est | « IA00029257 » | |             | Image manquante Téléverser                                                                                          |
| Église de l'Assomption-de-Notre-Dame de Roquessels                                                                  | Roquessels                               |                                                | 43° 33′ 07″ nord, 3° 13′ 28″ est |                | |             | Église de l'Assomption-de-Notre-Dame de Roquessels                                                                  |
| Église Notre-Dame-en-son-Assomption de Douch                                                                        | Rosis                                    |                                                | 43° 36′ 52″ nord, 2° 58′ 44″ est |                | |             | Église Notre-Dame-en-son-Assomption de Douch                                                                        |
| Église Saint-Charles d'Andabre                                                                                      | Rosis                                    |                                                | 43° 39′ 59″ nord, 3° 00′ 24″ est |                | |             | Église Saint-Charles d'Andabre                                                                                      |
| Église Saint-Charles d'Andabre                                                                                      | Rosis                                    |                                                | 43° 39′ 59″ nord, 3° 00′ 24″ est |                | |             | Église Saint-Charles d'Andabre                                                                                      |
| Église Saint-Étienne de Gabriac                                                                                     | Rouet                                    |                                                | 43° 49′ 07″ nord, 3° 47′ 27″ est |                | |             | Image manquante Téléverser                                                                                          |
| Église Saint-Laurent de Roujan                                                                                      | Roujan                                   |                                                | 43° 30′ 30″ nord, 3° 18′ 37″ est | « PA00103684 » | Inscrit MH | 1954        | Église Saint-Laurent de Roujan                                                                                      |
| Église Sainte-Marie de l'ancien prieuré de Cassan                                                                   | Roujan                                   |                                                | 43° 30′ 34″ nord, 3° 17′ 16″ est |                | |             | Image manquante Téléverser                                                                                          |
| Église Saint-André de Saint-André-de-Buèges                                                                         | Saint-André-de-Buèges                    |                                                | 43° 50′ 52″ nord, 3° 39′ 46″ est | « PA00103686 » | Inscrit MH | 1925        | Église Saint-André de Saint-André-de-Buèges                                                                         |
| Église de la Nativité-de-la-Sainte-Vierge de Cambous                                                                | Saint-André-de-Sangonis                  |                                                | 43° 37′ 45″ nord, 3° 28′ 45″ est |                | |             | Image manquante Téléverser                                                                                          |
| Église Saint-André de Saint-André-de-Sangonis                                                                       | Saint-André-de-Sangonis                  |                                                | 43° 39′ 02″ nord, 3° 30′ 08″ est | « IA00028730 » | |             | Église Saint-André de Saint-André-de-Sangonis                                                                       |
| Église Sainte-Agnès de Saint-Aunès                                                                                  | Saint-Aunès                              |                                                | 43° 38′ 13″ nord, 3° 57′ 58″ est |                | |             | Église Sainte-Agnès de Saint-Aunès                                                                                  |
| Église Saint-Baudile de Saint-Bauzille-de-Montmel                                                                   | Saint-Bauzille-de-Montmel                |                                                | 43° 46′ 12″ nord, 3° 57′ 26″ est |                | |             | Église Saint-Baudile de Saint-Bauzille-de-Montmel                                                                   |
| Église Saint-Baudile de Saint-Bauzille-de-Putois                                                                    | Saint-Bauzille-de-Putois                 |                                                | 43° 53′ 41″ nord, 3° 44′ 07″ est |                | |             | Image manquante Téléverser                                                                                          |
| Église Saint-Baudile de Saint-Bauzille-de-la-Sylve                                                                  | Saint-Bauzille-de-la-Sylve               |                                                | 43° 37′ 01″ nord, 3° 32′ 51″ est | « IA00028690 » | |             | Église Saint-Baudile de Saint-Bauzille-de-la-Sylve                                                                  |
| Église Saint-Brice de Saint-Brès                                                                                    | Saint-Brès                               |                                                | 43° 39′ 48″ nord, 4° 01′ 52″ est |                | |             | Église Saint-Brice de Saint-Brès                                                                                    |
| Église Notre-Dame-de-la-Barthe de Saint-Chinian                                                                     | Saint-Chinian                            |                                                | 43° 25′ 19″ nord, 2° 56′ 46″ est |                | |             | Image manquante Téléverser                                                                                          |
| Église Saint-Clément de Saint-Clément-de-Rivière                                                                    | Saint-Clément-de-Rivière                 |                                                | 43° 41′ 06″ nord, 3° 51′ 01″ est |                | |             | Église Saint-Clément de Saint-Clément-de-Rivière                                                                    |
| Église Saint-Didier de Saint-Drézéry                                                                                | Saint-Drézéry                            |                                                | 43° 44′ 02″ nord, 3° 58′ 56″ est |                | |             | Église Saint-Didier de Saint-Drézéry                                                                                |
| Église Saint-Étienne de Saint-Étienne-Estréchoux                                                                    | Saint-Étienne-Estréchoux                 |                                                | 43° 39′ 50″ nord, 3° 06′ 28″ est |                | |             | Église Saint-Étienne de Saint-Étienne-Estréchoux                                                                    |
| Église de l'Invention-de-Saint-Étienne de Saint-Étienne-d'Albagnan                                                  | Saint-Étienne-d'Albagnan                 |                                                | 43° 31′ 54″ nord, 2° 51′ 20″ est |                | |             | Église de l'Invention-de-Saint-Étienne de Saint-Étienne-d'Albagnan                                                  |
| Église Saint-Étienne de Saint-Étienne-de-Gourgas                                                                    | Saint-Étienne-de-Gourgas                 |                                                | 43° 46′ 10″ nord, 3° 22′ 42″ est | « IA00029446 » | |             | Image manquante Téléverser                                                                                          |
| Église Saint-Julien de Saint-Félix-de-Lodez                                                                         | Saint-Félix-de-Lodez                     |                                                | 43° 39′ 43″ nord, 3° 27′ 37″ est | « IA00028398 » | |             | Église Saint-Julien de Saint-Félix-de-Lodez                                                                         |
| Église Saint-Félix de Saint-Félix-de-l'Héras                                                                        | Saint-Félix-de-l'Héras                   |                                                | 43° 50′ 07″ nord, 3° 18′ 02″ est |                | |             | Image manquante Téléverser                                                                                          |
| Église Saint-Gilles de Saint-Gély-du-Fesc                                                                           | Saint-Gély-du-Fesc                       |                                                | 43° 41′ 33″ nord, 3° 48′ 16″ est |                | |             | Église Saint-Gilles de Saint-Gély-du-Fesc                                                                           |
| Église Saint-Geniès de Saint-Geniès-de-Fontedit                                                                     | Saint-Geniès-de-Fontedit                 |                                                | 43° 28′ 06″ nord, 3° 10′ 45″ est | « PA00103775 » | Inscrit MH | 1992        | Église Saint-Geniès de Saint-Geniès-de-Fontedit                                                                     |
| Église Saint-Geniès-de-Rome de Saint-Geniès-de-Varensal                                                             | Saint-Geniès-de-Varensal                 |                                                | 43° 40′ 52″ nord, 3° 00′ 12″ est |                | |             | Église Saint-Geniès-de-Rome de Saint-Geniès-de-Varensal                                                             |
| Abbatiale Saint-Geniès de Saint-Geniès-des-Mourgues                                                                 | Saint-Geniès-des-Mourgues                |                                                | 43° 41′ 49″ nord, 4° 02′ 06″ est |                | |             | Abbatiale Saint-Geniès de Saint-Geniès-des-Mourgues                                                                 |
| Église Saint-Georges de Saint-Georges-d'Orques                                                                      | Saint-Georges-d'Orques                   |                                                | 43° 36′ 36″ nord, 3° 46′ 54″ est |                | |             | Église Saint-Georges de Saint-Georges-d'Orques                                                                      |
| Abbaye Saint-Pierre de Nayran                                                                                       | Saint-Gervais-sur-Mare                   |                                                | 43° 39′ 35″ nord, 3° 02′ 29″ est | « PA00103689 » | Inscrit MH | 1928        | Abbaye Saint-Pierre de Nayran                                                                                       |
| Église de l'Immaculée-Conception de Mècle                                                                           | Saint-Gervais-sur-Mare                   |                                                | 43° 40′ 44″ nord, 3° 01′ 58″ est |                | |             | Église de l'Immaculée-Conception de Mècle                                                                           |
| Église Saint-Gervais-et-Saint-Protais de Saint-Gervais-sur-Mare                                                     | Saint-Gervais-sur-Mare                   |                                                | 43° 39′ 07″ nord, 3° 02′ 26″ est | « PA34000118 » | Inscrit MH | 2017        | Église Saint-Gervais-et-Saint-Protais de Saint-Gervais-sur-Mare                                                     |
| Église Notre-Dame-de-Lorette de Castanet-le-Bas                                                                     | Saint-Gervais-sur-Mare                   |                                                | 43° 39′ 47″ nord, 3° 04′ 32″ est |                | |             | Image manquante Téléverser                                                                                          |
| Église Saint-Laurent de Saint-Guilhem-le-Désert                                                                     | Saint-Guilhem-le-Désert                  |                                                | 43° 44′ 00″ nord, 3° 33′ 14″ est | « PA00103691 » | Inscrit MH | 1926        | Église Saint-Laurent de Saint-Guilhem-le-Désert                                                                     |
| Abbatiale de la Transfiguration-du-Seigneur-et-Saint-Guilhem de l'abbaye dite de Gellone de Saint-Guilhem-le-Désert | Saint-Guilhem-le-Désert                  |                                                | 43° 44′ 02″ nord, 3° 32′ 58″ est |                | |             | Abbatiale de la Transfiguration-du-Seigneur-et-Saint-Guilhem de l'abbaye dite de Gellone de Saint-Guilhem-le-Désert |
| Église Saint-Géraud-d'Aurillac de Saint-Guiraud                                                                     | Saint-Guiraud                            |                                                | 43° 40′ 40″ nord, 3° 27′ 19″ est | « IA00028672 » | |             | Image manquante Téléverser                                                                                          |
| Église Saint-Hilaire de Saint-Hilaire-de-Beauvoir                                                                   | Saint-Hilaire-de-Beauvoir                |                                                | 43° 45′ 23″ nord, 4° 00′ 48″ est |                | |             | Église Saint-Hilaire de Saint-Hilaire-de-Beauvoir                                                                   |
| Église de la Nativité-de-Saint-Jean-Baptiste de Saint-Jean-de-Buèges                                                | Saint-Jean-de-Cornies                    |                                                | 43° 44′ 39″ nord, 4° 00′ 05″ est |                | |             | Image manquante Téléverser                                                                                          |
| Église de la Nativité-de-Saint-Jean-Baptiste de Saint-Jean-de-Buèges                                                | Saint-Jean-de-Cornies                    |                                                | 43° 44′ 39″ nord, 4° 00′ 05″ est |                | |             | Image manquante Téléverser                                                                                          |
| Église de la Nativité-de-Saint-Jean-Baptiste de Saint-Jean-de-Cuculles                                              | Saint-Jean-de-Cuculles                   |                                                | 43° 45′ 08″ nord, 3° 50′ 06″ est | « PA00103696 » | Inscrit MH | 1925        | Église de la Nativité-de-Saint-Jean-Baptiste de Saint-Jean-de-Cuculles                                              |
| Église Saint-Géniès de Litenis                                                                                      | Saint-Jean-de-Fos                        |                                                | 43° 41′ 17″ nord, 3° 33′ 28″ est | « IA00028659 » | |             | Image manquante Téléverser                                                                                          |
| Église Saint-Jean-Baptiste de Saint-Jean-de-Fos                                                                     | Saint-Jean-de-Fos                        |                                                | 43° 42′ 05″ nord, 3° 33′ 06″ est | « PA34000101 » | Inscrit MH | 2014        | Église Saint-Jean-Baptiste de Saint-Jean-de-Fos                                                                     |
| Église de la Nativité-de-Saint-Jean-Baptiste de Saint-Jean-de-Minervois                                             | Saint-Jean-de-Minervois                  |                                                | 43° 23′ 12″ nord, 2° 49′ 56″ est |                | |             | Église de la Nativité-de-Saint-Jean-Baptiste de Saint-Jean-de-Minervois                                             |
| Église Saint-Martial de Saint-Jean-de-Minervois                                                                     | Saint-Jean-de-Minervois                  |                                                | 43° 24′ 04″ nord, 2° 47′ 55″ est |                | |             | Image manquante Téléverser                                                                                          |
| Église Saint-Martial de Saint-Jean-de-Minervois                                                                     | Saint-Jean-de-Minervois                  |                                                | 43° 24′ 04″ nord, 2° 47′ 55″ est |                | |             | Image manquante Téléverser                                                                                          |
| Église de la Décollation-de-Saint-Jean-Baptiste de Saint-Jean-de-Védas                                              | Saint-Jean-de-Védas                      |                                                | 43° 34′ 39″ nord, 3° 49′ 35″ est |                | |             | Église de la Décollation-de-Saint-Jean-Baptiste de Saint-Jean-de-Védas                                              |
| Église de la Décollation-de-Saint-Jean-Baptiste de Saint-Jean-de-la-Blaquière                                       | Saint-Jean-de-la-Blaquière               |                                                | 43° 42′ 55″ nord, 3° 25′ 24″ est | « PA00103698 » | Inscrit MH | 1951        | Image manquante Téléverser                                                                                          |
| Église Saint-Julien de Saint-Julien (Hérault)                                                                       | Saint-Julien                             |                                                | 43° 33′ 57″ nord, 2° 55′ 50″ est | « PA00103699 » | Inscrit MH | 1951        | Église Saint-Julien de Saint-Julien (Hérault)                                                                       |
| Église Saint-Pierre-et-Saint-Paul de Mauroul                                                                        | Saint-Julien                             |                                                | 43° 35′ 11″ nord, 2° 52′ 39″ est |                | |             | Église Saint-Pierre-et-Saint-Paul de Mauroul                                                                        |
| Église Saints-Just-et-Pasteur de Saint-Just                                                                         | Saint-Just                               |                                                | 43° 39′ 27″ nord, 4° 06′ 52″ est |                | |             | Image manquante Téléverser                                                                                          |
| Église Sainte-Agathe de Saint-Just                                                                                  | Saint-Just                               |                                                | à géolocaliser                   |                | |             | Image manquante Téléverser                                                                                          |
| Église Notre-Dame du Lac de Saint-Just                                                                              | Saint-Just                               |                                                | à géolocaliser                   |                | |             | Image manquante Téléverser                                                                                          |
| Église Saint-Martin de Saint-Martin-de-Londres                                                                      | Saint-Martin-de-Londres                  |                                                | 43° 47′ 29″ nord, 3° 43′ 52″ est | « PA00103701 » | Classé MH Abside, transepts, coupole, porche et deux travées de nef                                                                               | 1900        | Église Saint-Martin de Saint-Martin-de-Londres                                                                      |
| Église Saint-Martin de Saint-Martin-de-l'Arçon                                                                      | Saint-Martin-de-l'Arçon                  |                                                | 43° 34′ 20″ nord, 2° 59′ 11″ est |                | |             | Église Saint-Martin de Saint-Martin-de-l'Arçon                                                                      |
| Église Saint-Raphaël de Saint-Mathieu de Tréviers                                                                   | Saint-Mathieu-de-Tréviers                |                                                | 43° 46′ 08″ nord, 3° 51′ 29″ est |                | |             | Image manquante Téléverser                                                                                          |
| Église Saint-Martin de Pourols                                                                                      | Saint-Mathieu-de-Tréviers                |                                                | 43° 46′ 16″ nord, 3° 52′ 23″ est |                | |             | Image manquante Téléverser                                                                                          |
| Église Saint-Fulcran du Coulet                                                                                      | Saint-Maurice-Navacelles                 |                                                | 43° 49′ 07″ nord, 3° 32′ 08″ est | « IA00029085 » | |             | Image manquante Téléverser                                                                                          |
| Église de l'Assomption de Navacelles                                                                                | Saint-Maurice-Navacelles                 |                                                | 43° 53′ 41″ nord, 3° 30′ 37″ est | « IA00029088 » | |             | Église de l'Assomption de Navacelles                                                                                |
| Église Saint-Maurice de La Clastre                                                                                  | Saint-Maurice-Navacelles                 |                                                | 43° 50′ 39″ nord, 3° 30′ 44″ est |                | |             | Image manquante Téléverser                                                                                          |
| Église Saint-Sauveur de Madières                                                                                    | Saint-Maurice-Navacelles                 |                                                | 43° 51′ 13″ nord, 3° 33′ 48″ est | « IA00029087 » | |             | Image manquante Téléverser                                                                                          |
| Ancienne Église Saint-Sauveur de Madières                                                                           | Saint-Maurice-Navacelles                 |                                                | 43° 51′ 14″ nord, 3° 33′ 46″ est |                | |             | Ancienne Église Saint-Sauveur de Madières                                                                           |
| Église de Saint-Maurice-Navacelles                                                                                  | Saint-Maurice-Navacelles                 |                                                | 43° 50′ 48″ nord, 3° 31′ 06″ est | « IA00029082 » | |             | Église de Saint-Maurice-Navacelles                                                                                  |
| Église Saint-Michel de Saint-Michel (Hérault)                                                                       | Saint-Michel                             |                                                | 43° 51′ 20″ nord, 3° 23′ 10″ est |                | |             | Image manquante Téléverser                                                                                          |
| Église Saint-Nazaire-et-Saint-Celse de Saint-Nazaire-de-Ladarez                                                     | Saint-Nazaire-de-Ladarez                 |                                                | 43° 30′ 31″ nord, 3° 04′ 31″ est |                | |             | Image manquante Téléverser                                                                                          |
| Église Saints-Nazaire-et-Celse de Saint-Nazaire-de-Pézan                                                            | Saint-Nazaire-de-Pézan                   |                                                | 43° 38′ 40″ nord, 4° 07′ 13″ est |                | |             | Image manquante Téléverser                                                                                          |
| Église Saint-Pargoire de Saint-Pargoire                                                                             | Saint-Pargoire                           |                                                | 43° 31′ 43″ nord, 3° 31′ 07″ est | « PA00103704 » | Classé MH | 1862        | Église Saint-Pargoire de Saint-Pargoire                                                                             |
| Église de la Conversion-de-Saint-Paul de Saint-Paul-et-Valmalle                                                     | Saint-Paul-et-Valmalle                   |                                                | 43° 37′ 34″ nord, 3° 40′ 30″ est | « IA34000165 » | |             | Image manquante Téléverser                                                                                          |
| Église Saint-Pierre-aux-Liens de Saint-Pierre-de-la-Fage                                                            | Saint-Pierre-de-la-Fage                  |                                                | 43° 47′ 37″ nord, 3° 25′ 35″ est | « IA00029477 » | |             | Image manquante Téléverser                                                                                          |
| Église Sainte-Marie-et-Saint-Pons de Saint-Pons-de-Mauchiens                                                        | Saint-Pons-de-Mauchiens                  |                                                | 43° 30′ 49″ nord, 3° 30′ 49″ est | « PA34000051 » | Inscrit MH | 2005        | Église Sainte-Marie-et-Saint-Pons de Saint-Pons-de-Mauchiens                                                        |
| Cathédrale Saint-Pons de Saint-Pons-de-Thomières                                                                    | Saint-Pons-de-Thomières                  |                                                | 43° 29′ 20″ nord, 2° 45′ 34″ est | « PA00103707 » | Classé MH | 1840        | Cathédrale Saint-Pons de Saint-Pons-de-Thomières                                                                    |
| Église Saint-Martin-du-Jaur de Saint-Pons-de-Thomières                                                              | Saint-Pons-de-Thomières                  |                                                | 43° 29′ 17″ nord, 2° 45′ 32″ est | « PA00103708 » | Inscrit MH | 1984        | Église Saint-Martin-du-Jaur de Saint-Pons-de-Thomières                                                              |
| Église Notre-Dame-des-Salces de Saint-Privat                                                                        | Saint-Privat                             |                                                | 43° 45′ 21″ nord, 3° 26′ 11″ est | « PA00103712 » | Inscrit MH Église, à l'exception de la nef classée ; Classé MH Nef romane                                                                         | 1937 ; 1962 | Église Notre-Dame-des-Salces de Saint-Privat                                                                        |
| Église priorale Saint-Michel-de-Grandmont de l'ordre des Grandmontins de Saint-Privat                               | Saint-Privat                             |                                                | 43° 44′ 03″ nord, 3° 22′ 10″ est |                | |             | Église priorale Saint-Michel-de-Grandmont de l'ordre des Grandmontins de Saint-Privat                               |
| Église Saint-Privat de Saint-Privat (Hérault)                                                                       | Saint-Privat                             |                                                | 43° 45′ 10″ nord, 3° 25′ 27″ est |                | |             | Image manquante Téléverser                                                                                          |
| Église priorale Saint-Saturnin-de-Toulouse de Saint-Saturnin-de-Lucian                                              | Saint-Saturnin-de-Lucian                 |                                                | 43° 41′ 41″ nord, 3° 28′ 15″ est |                | |             | Image manquante Téléverser                                                                                          |
| Église Saint-Arey de Saint-Sériès                                                                                   | Saint-Sériès                             |                                                | 43° 43′ 53″ nord, 4° 06′ 19″ est |                | |             | Église Saint-Arey de Saint-Sériès                                                                                   |
| Église Saint-Thibéry de Saint-Thibéry (Hérault)                                                                     | Saint-Thibéry                            |                                                | 43° 23′ 50″ nord, 3° 25′ 04″ est | « PA00103714 » | Classé MH | 1923        | Église Saint-Thibéry de Saint-Thibéry (Hérault)                                                                     |
| Église Sainte-Marie de la Salvetat                                                                                  | Saint-Thibéry                            |                                                | 43° 23′ 50″ nord, 3° 25′ 04″ est |                | |             | Église Sainte-Marie de la Salvetat                                                                                  |
| Église Saint-Vincent de Saint-Vincent-d'Olargues                                                                    | Saint-Vincent-d'Olargues                 |                                                | 43° 33′ 38″ nord, 2° 52′ 45″ est |                | |             | Église Saint-Vincent de Saint-Vincent-d'Olargues                                                                    |
| Église de Saint-Vincent-de-Barbeyrargues                                                                            | Saint-Vincent-de-Barbeyrargues           |                                                | 43° 42′ 24″ nord, 3° 52′ 37″ est | « PA00103716 » | Inscrit MH | 1986        | Église de Saint-Vincent-de-Barbeyrargues                                                                            |
| Église de l'Exaltation-de-la-Sainte-Croix de Sainte-Croix-de-Quintillargues                                         | Sainte-Croix-de-Quintillargues           |                                                | 43° 46′ 24″ nord, 3° 54′ 31″ est | « PA00103688 » | Inscrit MH | 1978        | Église de l'Exaltation-de-la-Sainte-Croix de Sainte-Croix-de-Quintillargues                                         |
| Église Saint-Geniès-d'Arles de Salasc                                                                               | Salasc                                   |                                                | 43° 37′ 11″ nord, 3° 18′ 58″ est | « IA00028533 » | |             | Église Saint-Geniès-d'Arles de Salasc                                                                               |
| Église de l'Assomption-de-Notre-Dame de Saturargues                                                                 | Saturargues                              |                                                | 43° 43′ 19″ nord, 4° 06′ 48″ est |                | |             | Église de l'Assomption-de-Notre-Dame de Saturargues                                                                 |
| Église de la Nativité-de-Saint-Jean-Baptiste de Saussan                                                             | Saussan                                  |                                                | 43° 34′ 21″ nord, 3° 46′ 24″ est |                | |             | Église de la Nativité-de-Saint-Jean-Baptiste de Saussan                                                             |
| Église Saint-Étienne de Saussines                                                                                   | Saussines                                |                                                | 43° 45′ 50″ nord, 4° 03′ 21″ est | « PA00103720 » | Classé MH | 1963        | Église Saint-Étienne de Saussines                                                                                   |
| Église Saint-Martin de Sauteyrargues                                                                                | Sauteyrargues                            |                                                | 43° 50′ 18″ nord, 3° 55′ 08″ est | « PA00103721 » | Inscrit MH | 1975        | Église Saint-Martin de Sauteyrargues                                                                                |
| Église Saints-Corneille-et-Cyprien de Sauvian                                                                       | Sauvian                                  |                                                | 43° 17′ 41″ nord, 3° 15′ 39″ est | « IA34000674 » | |             | Église Saints-Corneille-et-Cyprien de Sauvian                                                                       |
| Collégiale Notre-Dame-de-Grâce de Sérignan                                                                          | Sérignan                                 |                                                | 43° 16′ 54″ nord, 3° 17′ 04″ est | « PA00103723 » | Classé MH | 1907        | Collégiale Notre-Dame-de-Grâce de Sérignan                                                                          |
| Église Saint-Julien-et-Sainte-Basilisse-d'Antioche de Servian                                                       | Servian                                  |                                                | 43° 25′ 38″ nord, 3° 18′ 00″ est | « PA00103724 » | Inscrit MH | 1986        | Église Saint-Julien-et-Sainte-Basilisse-d'Antioche de Servian                                                       |
| Église décanale Saint-Louis de Sète                                                                                 | Sète                                     |                                                | 43° 23′ 58″ nord, 3° 41′ 40″ est | « PA00103726 » | Classé MH | 1989        | Église décanale Saint-Louis de Sète                                                                                 |
| Église des Pénitents de Sète                                                                                        | Sète                                     |                                                | 43° 23′ 53″ nord, 3° 41′ 46″ est |                | |             | Église des Pénitents de Sète                                                                                        |
| Église du Sacré-Cœur-de-Jésus de Sète                                                                               | Sète                                     |                                                | 43° 24′ 33″ nord, 3° 41′ 31″ est |                | |             | Église du Sacré-Cœur-de-Jésus de Sète                                                                               |
| Église Notre-Dame-Souveraine-du-Monde de Sète                                                                       | Sète                                     |                                                | 43° 23′ 34″ nord, 3° 40′ 32″ est |                | |             | Église Notre-Dame-Souveraine-du-Monde de Sète                                                                       |
| Église Saint-Joseph de Sète                                                                                         | Sète                                     |                                                | 43° 24′ 06″ nord, 3° 41′ 41″ est |                | |             | Église Saint-Joseph de Sète                                                                                         |
| Église Sainte-Thérèse de Sète                                                                                       | Sète                                     |                                                | 43° 24′ 42″ nord, 3° 40′ 43″ est |                | |             | Église Sainte-Thérèse de Sète                                                                                       |
| Église Saint-Pierre de Sète                                                                                         | Sète                                     |                                                | 43° 24′ 26″ nord, 3° 41′ 52″ est |                | |             | Église Saint-Pierre de Sète                                                                                         |
| Église Saint-Baudile de Siran                                                                                       | Siran                                    |                                                | 43° 18′ 44″ nord, 2° 39′ 37″ est | « PA00103729 » | Inscrit MH | 1925        | Église Saint-Baudile de Siran                                                                                       |
| Église Saint-Jean-Baptiste de Sorbs                                                                                 | Sorbs                                    |                                                | 43° 53′ 31″ nord, 3° 24′ 00″ est |                | |             | Image manquante Téléverser                                                                                          |
| Église Saint-Jean-Baptiste de Sorbs                                                                                 | Sorbs                                    |                                                | 43° 53′ 31″ nord, 3° 24′ 00″ est |                | |             | Image manquante Téléverser                                                                                          |
| Église Sainte-Marie-Madeleine de Soubès                                                                             | Soubès                                   |                                                | 43° 46′ 01″ nord, 3° 20′ 47″ est | « IA00029592 » | |             | Église Sainte-Marie-Madeleine de Soubès                                                                             |
| Église Saint-Baudile de Soumont                                                                                     | Soumont                                  |                                                | 43° 43′ 39″ nord, 3° 21′ 17″ est | « PA00103734 » | Inscrit MH | 1932        | Église Saint-Baudile de Soumont                                                                                     |
| Église Saint-Martin de Sussargues                                                                                   | Sussargues                               |                                                | 43° 42′ 50″ nord, 4° 00′ 10″ est | « PA00103735 » | Inscrit MH | 1977        | Église Saint-Martin de Sussargues                                                                                   |
| Église de l'Immaculée-Conception de la Billière                                                                     | Taussac-la-Billière                      |                                                | 43° 37′ 33″ nord, 3° 03′ 41″ est |                | |             | Église de l'Immaculée-Conception de la Billière                                                                     |
| Église Notre-Dame-de-la-Salette de Lhorte                                                                           | Taussac-la-Billière                      |                                                | 43° 37′ 14″ nord, 3° 04′ 17″ est |                | |             | Église Notre-Dame-de-la-Salette de Lhorte                                                                           |
| Église Notre-Dame-en-son-Assomption de Taussac                                                                      | Taussac-la-Billière                      |                                                | 43° 37′ 27″ nord, 3° 05′ 28″ est |                | |             | Église Notre-Dame-en-son-Assomption de Taussac                                                                      |
| Église Notre-Dame de Maurian                                                                                        | Taussac-la-Billière                      |                                                | 43° 37′ 27″ nord, 3° 05′ 28″ est |                | |             | Église Notre-Dame de Maurian                                                                                        |
| Église Saint-André de Teyran                                                                                        | Teyran                                   |                                                | 43° 40′ 58″ nord, 3° 55′ 28″ est |                | |             | Église Saint-André de Teyran                                                                                        |
| Église Saints-Pierre-et-Paul de Thézan-lès-Béziers                                                                  | Thézan-lès-Béziers                       |                                                | 43° 40′ 58″ nord, 3° 10′ 17″ est |                | |             | Église Saints-Pierre-et-Paul de Thézan-lès-Béziers                                                                  |
| Église Saint-Saturnin de Tourbes                                                                                    | Tourbes                                  |                                                | 43° 26′ 45″ nord, 3° 22′ 49″ est | « PA00103740 » | Inscrit MH | 1935        | Église Saint-Saturnin de Tourbes                                                                                    |
| Église Saint-Martial de Tourbes                                                                                     | Tourbes                                  |                                                | 43° 27′ 07″ nord, 3° 21′ 05″ est |                | |             | Église Saint-Martial de Tourbes                                                                                     |
| Église Saint-Geniès-de-Rome de Tressan                                                                              | Tressan                                  |                                                | 43° 34′ 29″ nord, 3° 29′ 26″ est | « IA00028597 » | |             | Église Saint-Geniès-de-Rome de Tressan                                                                              |
| Église Saint-Brice d'Usclas-d'Hérault                                                                               | Usclas-d'Hérault                         |                                                | 43° 31′ 07″ nord, 3° 27′ 52″ est |                | |             | Église Saint-Brice d'Usclas-d'Hérault                                                                               |
| Église Saint-Gilles d'Usclas-du-Bosc                                                                                | Usclas-du-Bosc                           |                                                | 43° 43′ 25″ nord, 3° 24′ 09″ est | « IA00029621 » | |             | Image manquante Téléverser                                                                                          |
| Église Saint-Baudile de Vacquières                                                                                  | Vacquières                               |                                                | 43° 50′ 41″ nord, 3° 56′ 42″ est |                | |             | Image manquante Téléverser                                                                                          |
| Église de l'Assomption-de-Notre-Dame de Vailhan                                                                     | Vailhan                                  |                                                | 43° 33′ 10″ nord, 3° 18′ 09″ est |                | |             | Image manquante Téléverser                                                                                          |
| Église Saint-Sernin-de-Toulouse-et-Sainte-Foy-d'Agen de Vailhauquès                                                 | Vailhauquès                              |                                                | 43° 40′ 22″ nord, 3° 43′ 04″ est |                | |             | Image manquante Téléverser                                                                                          |
| Église Sainte-Agathe de Valergues                                                                                   | Valergues                                |                                                | 43° 40′ 01″ nord, 4° 03′ 43″ est | « PA00103741 » | Inscrit MH Extérieur de l'abside et mur méridional de la nef                                                                                      | 1963        | Église Sainte-Agathe de Valergues                                                                                   |
| Église Saint-Pierre de Valflaunès                                                                                   | Valflaunès                               |                                                | 43° 48′ 02″ nord, 3° 52′ 26″ est |                | |             | Église Saint-Pierre de Valflaunès                                                                                   |
| Église Saint-Pierre de Valmascle                                                                                    | Valmascle                                |                                                | 43° 35′ 46″ nord, 3° 17′ 53″ est | « IA00028545 » | |             | Église Saint-Pierre de Valmascle                                                                                    |
| Église Notre-Dame-du-Perpétuel-Secours de Valras-Plage                                                              | Valras-Plage                             |                                                | 43° 14′ 49″ nord, 3° 17′ 24″ est |                | |             | Église Notre-Dame-du-Perpétuel-Secours de Valras-Plage                                                              |
| Église Saint-Étienne de Valros                                                                                      | Valros                                   |                                                | 43° 25′ 11″ nord, 3° 22′ 06″ est | « PA00103742 » | Inscrit MH | 1988        | Église Saint-Étienne de Valros                                                                                      |
| Église Saint-Théodorit de Vendargues                                                                                | Vendargues                               |                                                | 43° 39′ 36″ nord, 3° 57′ 44″ est |                | |             | Église Saint-Théodorit de Vendargues                                                                                |
| Église Saint-Pierre de Vendémian                                                                                    | Vendémian                                |                                                | 43° 34′ 50″ nord, 3° 33′ 42″ est | « PA00103743 » | Inscrit MH | 1987        | Église Saint-Pierre de Vendémian                                                                                    |
| Église de l'Invention-de-Saint-Étienne de Vendres                                                                   | Vendres                                  |                                                | 43° 16′ 10″ nord, 3° 13′ 32″ est |                | |             | Église de l'Invention-de-Saint-Étienne de Vendres                                                                   |
| Église Saint-Thomas de Verreries-de-Moussans                                                                        | Verreries-de-Moussans                    |                                                | 43° 26′ 57″ nord, 2° 41′ 06″ est |                | |             | Église Saint-Thomas de Verreries-de-Moussans                                                                        |
| Église Saint-Jean-Baptiste de Vias                                                                                  | Vias                                     |                                                | 43° 18′ 45″ nord, 3° 25′ 01″ est | « PA00103748 » | Classé MH | 1907        | Église Saint-Jean-Baptiste de Vias                                                                                  |
| Église Sainte-Léocadie de Vic-la-Gardiole                                                                           | Vic-la-Gardiole                          |                                                | 43° 29′ 26″ nord, 3° 47′ 48″ est | « PA00103750 » | Classé MH | 1921        | Église Sainte-Léocadie de Vic-la-Gardiole                                                                           |
| Église Sainte-Marie du Pin                                                                                          | Vieussan                                 |                                                | 43° 32′ 00″ nord, 3° 00′ 15″ est |                | |             | Image manquante Téléverser                                                                                          |
| Église de Plaussenous                                                                                               | Vieussan                                 |                                                | 43° 33′ 12″ nord, 3° 01′ 45″ est |                | |             | Image manquante Téléverser                                                                                          |
| Église Saint-Martin de Vieussan                                                                                     | Vieussan                                 |                                                | 43° 32′ 27″ nord, 2° 58′ 37″ est |                | |             | Image manquante Téléverser                                                                                          |
| Ancienne Église Saint-Martin de Vieussan                                                                            | Vieussan                                 |                                                | 43° 32′ 27″ nord, 2° 58′ 37″ est |                | |             | Image manquante Téléverser                                                                                          |
| Église Saint-Grégoire de Villemagne-l'Argentière                                                                    | Villemagne-l'Argentière                  |                                                | 43° 37′ 02″ nord, 3° 07′ 10″ est | « PA00103751 » | Classé MH | 1886        | Église Saint-Grégoire de Villemagne-l'Argentière                                                                    |
| Église Saint-Majan de Villemagne-l'Argentière                                                                       | Villemagne-l'Argentière                  |                                                | 43° 37′ 03″ nord, 3° 07′ 10″ est | « PA00103752 » | Classé MH | 1921        | Église Saint-Majan de Villemagne-l'Argentière                                                                       |
| Église Saint-Étienne de Villeneuve-lès-Béziers                                                                      | Villeneuve-lès-Béziers                   |                                                | 43° 18′ 53″ nord, 3° 16′ 48″ est | « PA00103756 » | Inscrit MH | 1930        | Église Saint-Étienne de Villeneuve-lès-Béziers                                                                      |
| Cathédrale Saint-Pierre-et-Saint-Paul de Maguelone                                                                  | Villeneuve-lès-Maguelone                 |                                                | 43° 30′ 45″ nord, 3° 53′ 01″ est | « PA00103757 » | Classé MH | 1840        | Cathédrale Saint-Pierre-et-Saint-Paul de Maguelone                                                                  |
| Église Saint-Étienne de Villeneuve-lès-Maguelone                                                                    | Villeneuve-lès-Maguelone                 |                                                | 43° 31′ 54″ nord, 3° 51′ 50″ est | « PA00103758 » | Classé MH | 1840        | Église Saint-Étienne de Villeneuve-lès-Maguelone                                                                    |
| Église Notre-Dame-de-l'Assomption de Villeneuvette                                                                  | Villeneuvette                            |                                                | 43° 36′ 36″ nord, 3° 24′ 03″ est | « PA34000079 » | Inscrit MH | 2014        | Église Notre-Dame-de-l'Assomption de Villeneuvette                                                                  |
| Église de l'Assomption-de-Notre-Dame de Villespassans                                                               | Villespassans                            |                                                | 43° 22′ 51″ nord, 2° 55′ 01″ est |                | |             | Église de l'Assomption-de-Notre-Dame de Villespassans                                                               |
| Église Saint-Géraud-d'Aurillac de Villetelle                                                                        | Villetelle                               |                                                | 43° 44′ 03″ nord, 4° 08′ 24″ est |                | |             | Église Saint-Géraud-d'Aurillac de Villetelle                                                                        |
| Église Notre-Dame-de-l'Assomption de Villeveyrac                                                                    | Villeveyrac                              |                                                | 43° 30′ 08″ nord, 3° 36′ 32″ est |                | |             | Église Notre-Dame-de-l'Assomption de Villeveyrac                                                                    |
| Abbatiale de l'abbaye Sainte-Marie de Valmagne de Villeveyrac                                                       | Villeveyrac                              |                                                | 43° 29′ 14″ nord, 3° 33′ 44″ est |                | |             | Abbatiale de l'abbaye Sainte-Marie de Valmagne de Villeveyrac                                                       |
| Église de l'Invention-de-Saint-Étienne de Viols-le-Fort                                                             | Viols-le-Fort                            |                                                | 43° 44′ 34″ nord, 3° 42′ 14″ est |                | |             | Église de l'Invention-de-Saint-Étienne de Viols-le-Fort                                                             |

### Culteprotestant
| Église                                                                | Commune                   | Adresse                                     | Coordonnées                      | Notice         | Protection | Date | Illustration                                                    |
| --------------------------------------------------------------------- | ------------------------- | ------------------------------------------- | -------------------------------- | -------------- | ---------- | ---- | --------------------------------------------------------------- |
| Temple protestant de Bédarieux                                        | Bédarieux                 |                                             | 43° 37′ 00″ nord, 3° 09′ 32″ est |                |            |      | Image manquante Téléverser                                      |
| Temple protestant de Béziers                                          | Béziers                   | rue Général Thomières                       | 43° 20′ 46″ nord, 3° 13′ 22″ est |                |            |      | Image manquante Téléverser                                      |
| Temple de l'Église Évangélique Baptiste de Béziers                    | Béziers                   | rue Jacques Brel                            | à géolocaliser                   |                |            |      | Image manquante Téléverser                                      |
| Temple de l'Évangélique Libre de Béziers                              | Béziers                   | rue Auguste Comte                           | à géolocaliser                   |                |            |      | Image manquante Téléverser                                      |
| Temple de l'Assemblée de Dieu de Béziers                              | Béziers                   | rue Dimitri Amilakvari                      | à géolocaliser                   |                |            |      | Image manquante Téléverser                                      |
| Temple de l'Église Évangélique de Béziers                             | Béziers                   | rue Andoque                                 | à géolocaliser                   |                |            |      | Image manquante Téléverser                                      |
| Église de Jésus-Christ des saints des derniers jours de Béziers       | Béziers                   | impasse Tayac                               | à géolocaliser                   |                |            |      | Image manquante Téléverser                                      |
| Salle du royaume des Témoins de jéhovah de Béziers                    | Béziers                   | route de Corneilhan                         | à géolocaliser                   |                |            |      | Image manquante Téléverser                                      |
| Temple protestant de Boisseron                                        | Boisseron                 |                                             | 43° 45′ 35″ nord, 4° 04′ 56″ est |                |            |      | Temple protestant de Boisseron                                  |
| Temple protestant de Campagne                                         | Campagne                  |                                             | 43° 47′ 18″ nord, 4° 01′ 50″ est |                |            |      | Temple protestant de Campagne                                   |
| Temple protestant de la Tuilière                                      | Cazilhac                  | Cazilhac-le-Haut                            | 43° 55′ 06″ nord, 3° 41′ 55″ est |                |            |      | Temple protestant de la Tuilière                                |
| Temple de l'Église protestante unie de France de Clermont-l'Hérault   | Clermont-l'Hérault        |                                             | 43° 37′ 42″ nord, 3° 25′ 59″ est |                |            |      | Image manquante Téléverser                                      |
| Temple de l'Église protestante unie de France de Cournonsec           | Cournonsec                |                                             | 43° 32′ 55″ nord, 3° 42′ 09″ est |                |            |      | Image manquante Téléverser                                      |
| Temple protestant de Cournonterral                                    | Cournonterral             |                                             | 43° 33′ 25″ nord, 3° 43′ 01″ est |                |            |      | Temple protestant de Cournonterral                              |
| Temple protestant de Faugères                                         | Faugères                  |                                             | 43° 33′ 52″ nord, 3° 11′ 18″ est |                |            |      | Temple protestant de Faugères                                   |
| Temple de l'Église protestante unie de France de Ganges               | Ganges                    |                                             | 43° 56′ 10″ nord, 3° 42′ 33″ est |                |            |      | Temple de l'Église protestante unie de France de Ganges         |
| Temple protestant de Gorniès                                          | Gorniès                   |                                             | 43° 53′ 12″ nord, 3° 37′ 03″ est |                |            |      | Image manquante Téléverser                                      |
| Temple protestant de Graissessac                                      | Graissessac               |                                             | 43° 40′ 52″ nord, 3° 05′ 30″ est |                |            |      | Temple protestant de Graissessac                                |
| Temple de l'Église réformée de France de La Grande-Motte              | La Grande-Motte           |                                             | 43° 33′ 35″ nord, 4° 05′ 25″ est |                |            |      | Image manquante Téléverser                                      |
| Temple protestant de Lamalou-les-Bains                                | Lamalou-les-Bains         |                                             | 43° 35′ 54″ nord, 3° 04′ 47″ est |                |            |      | Temple protestant de Lamalou-les-Bains                          |
| Temple de l'Église protestante unie de France de Lunel                | Lunel                     |                                             | 43° 40′ 34″ nord, 4° 08′ 09″ est |                |            |      | Image manquante Téléverser                                      |
| Temple protestant de Marsillargues                                    | Marsillargues             |                                             | 43° 39′ 47″ nord, 4° 10′ 48″ est |                |            |      | Temple protestant de Marsillargues                              |
| Temple de l'Église protestante unie de France de Carnon               | Mauguio                   |                                             | 43° 32′ 37″ nord, 3° 58′ 33″ est |                |            |      | Image manquante Téléverser                                      |
| Temple de l'Église protestante unie de France de Mauguio              | Mauguio                   |                                             | 43° 36′ 58″ nord, 4° 00′ 29″ est |                |            |      | Temple de l'Église protestante unie de France de Mauguio        |
| Temple de l'Église protestante unie de France de Montagnac            | Montagnac                 |                                             | 43° 28′ 50″ nord, 3° 29′ 09″ est |                |            |      | Temple de l'Église protestante unie de France de Montagnac      |
| Temple protestant de la rue Maguelone                                 | Montpellier               | Proche de la Gare de Montpellier-Saint-Roch | 43° 36′ 21″ nord, 3° 52′ 49″ est | « PA34000038 » | Inscrit MH | 2003 | Temple protestant de la rue Maguelone                           |
| Temple protestant de Brueys                                           | Montpellier               |                                             | 43° 36′ 20″ nord, 3° 52′ 25″ est | « IA34000381 » |            |      | Temple protestant de Brueys                                     |
| Temple protestant de la Margelle de Montpellier                       | Montpellier               |                                             | 43° 37′ 56″ nord, 3° 49′ 08″ est |                |            |      | Image manquante Téléverser                                      |
| Temple de l'EREI de l'Oratoire de Montpellier                         | Montpellier               |                                             | à géolocaliser                   |                |            |      | Image manquante Téléverser                                      |
| Temple de Saint-Paul de Montpellier                                   | Montpellier               |                                             | à géolocaliser                   |                |            |      | Image manquante Téléverser                                      |
| Église évangélique de pentecôte de Montpellier                        | Montpellier               |                                             | à géolocaliser                   |                |            |      | Image manquante Téléverser                                      |
| Église évangélique de Pentecôte ADD de Montpellier La Mosson          | Montpellier               |                                             | 43° 37′ 55″ nord, 3° 49′ 08″ est |                |            |      | Église évangélique de Pentecôte ADD de Montpellier La Mosson    |
| Église La Clé de Montpellier                                          | Montpellier               |                                             | à géolocaliser                   |                |            |      | Image manquante Téléverser                                      |
| Église Azema de Montpellier                                           | Montpellier               |                                             | à géolocaliser                   |                |            |      | Image manquante Téléverser                                      |
| Temple de l'Église protestante unie de France de Pignan               | Pignan                    |                                             | 43° 35′ 02″ nord, 3° 45′ 51″ est |                |            |      | Image manquante Téléverser                                      |
| Temple protestant de Saint-Bauzille-de-Montmel                        | Saint-Bauzille-de-Montmel |                                             | 43° 46′ 12″ nord, 3° 57′ 22″ est |                |            |      | Image manquante Téléverser                                      |
| Temple de l'Église protestante évangélique de Saint-Martin-de-Londres | Saint-Martin-de-Londres   |                                             | 43° 47′ 24″ nord, 3° 44′ 05″ est |                |            |      | Image manquante Téléverser                                      |
| Temple de l'Église protestante unie de France de Saint-Pargoire       | Saint-Pargoire            |                                             | 43° 31′ 37″ nord, 3° 31′ 09″ est |                |            |      | Temple de l'Église protestante unie de France de Saint-Pargoire |
| Temple protestant de Saint-Pierre-de-la-Fage                          | Saint-Pierre-de-la-Fage   |                                             | 43° 47′ 35″ nord, 3° 25′ 33″ est |                |            |      | Image manquante Téléverser                                      |
| Temple de l'Église protestante unie de France de Sète                 | Sète                      |                                             | 43° 24′ 17″ nord, 3° 41′ 55″ est |                |            |      | Temple de l'Église protestante unie de France de Sète           |
| Temple protestant de Villeveyrac                                      | Villeveyrac               |                                             | 43° 30′ 06″ nord, 3° 36′ 26″ est |                |            |      | Temple protestant de Villeveyrac                                |

### Église orthodoxe
| Église                                           | Commune     | Adresse                  | Coordonnées                      | Notice | Protection | Date | Illustration               |
| ------------------------------------------------ | ----------- | ------------------------ | -------------------------------- | ------ | ---------- | ---- | -------------------------- |
| Monastère orthodoxe Saint-Nicolas de La Dalmerie | Joncels     | hameau de la Dalmerie    | à géolocaliser                   |        |            |      | Image manquante Téléverser |
| Église orthodoxe la Théophanie de Montpellier    | Montpellier | rue de l'Ancien Courrier | 43° 36′ 32″ nord, 3° 52′ 37″ est |        |            |      | Image manquante Téléverser |
| Église orthodoxe Sainte-Philothée de Montpellier | Montpellier | au château de Grammont   | à géolocaliser                   |        |            |      | Image manquante Téléverser |
| Église Orthodoxe Saint Jean Baptiste de Béziers  | Béziers     | 3 Rue Emile Barthe       | à géolocaliser                   |        |            |      | Image manquante Téléverser |